# Az NSZK az 1988. évi nyári olimpiai játékokon
Az NSZK a dél-koreai Szöulban megrendezett 1988. évi nyári olimpiai játékok egyik részt vevő nemzete volt. Az országot az olimpián 24 sportágban 348 sportoló képviselte, akik összesen 40 érmet szereztek.

## Érmesek
| Érem  | Versenyző | Sportág       | Versenyszám                    |
| ----- | --- | ------------- | ------------------------------ |
| Arany | Thomas Möllenkamp Matthias Mellinghaus Eckhardt Schultz Ansgar Wessling Armin Eichholz Thomas Domian Wolfgang Maennig Bahne Rabe Manfred Klein | Evezés        | Férfi nyolcas                  |
| Arany | Nicole Uphoff-Becker | Lovaglás      | Egyéni díjlovaglás             |
| Arany | Nicole Uphoff-Becker Monica Theodorescu Ann-Kathrin Linsenhoff Reiner Klimke | Lovaglás      | Csapat díjlovaglás             |
| Arany | Ludger Beerbaum Wolfgang Brinkmann Dirk Hafemeister Franke Sloothaak | Lovaglás      | Csapat díjugratás              |
| Arany | Claus Erhorn Matthias Baumann Thies Kaspareit Ralf Ehrenbrink | Lovaglás      | Csapat lovastusa               |
| Arany | Silvia Sperber | Sportlövészet | Női sportpuska összetett       |
| Arany | Steffi Graf | Tenisz        | Női egyes                      |
| Arany | Michael Groß | Úszás         | Férfi 200 m pillangó           |
| Arany | Arnd Schmitt | Vívás         | Férfi párbajtőr, egyéni        |
| Arany | Anja Fichtel-Mauritz | Vívás         | Női tőr, egyéni                |
| Arany | Anja Fichtel-Mauritz Zita-Eva Funkenhauser Christiane Weber Sabine Bau Annette Klug | Vívás         | Női tőr, csapat                |
| Ezüst | Dieter Baumann | Atlétika      | Férfi 5000 m                   |
| Ezüst | Gerhard Himmel | Birkózás      | Kötöttfogás, 100 kg            |
| Ezüst | Frank Wieneke | Cselgáncs     | Férfi váltósúly                |
| Ezüst | Marc Meiling | Cselgáncs     | Férfi félnehézsúly             |
| Ezüst | Peter-Michael Kolbe | Evezés        | Férfi egypárevezős             |
| Ezüst | Nemzeti válogatott Christian Schliemann Tobias Frank Uli Hänel Carsten Fischer Andreas Mollandin Ekkhard Schmidt-Opper Dirk Brinkmann Heiner Dopp Stefan Blöcher Andreas Keller Thomas Reck Thomas Brinkmann Hanns-Henning Fastrich Michael Hilgers Volker Fried Michael Metz            | Gyeplabda     | Férfi                          |
| Ezüst | Bernd Gröne | Kerékpározás  | Férfi egyéni mezőnyverseny     |
| Ezüst | Jutta Niehaus | Kerékpározás  | Női egyéni mezőnyverseny       |
| Ezüst | Silvia Sperber | Sportlövészet | Női légpuska                   |
| Ezüst | Manfred Nerlinger | Súlyemelés    | +110 kg                        |
| Ezüst | Stefan Pfeiffer | Úszás         | Férfi 1500 m gyors             |
| Ezüst | Matthias Gey Thorsten Weidner Matthias Behr Ulrich Schreck Thomas Endres | Vívás         | Férfi tőr, csapat              |
| Ezüst | Elmar Borrmann Volker Fischer Thomas Gerull Alexander Pusch Arnd Schmitt | Vívás         | Férfi párbajtőr, csapat        |
| Ezüst | Sabine Bau | Vívás         | Női tőr, egyéni                |
| Bronz | Norbert Dobeleit Edgar Itt Jörg Vaihinger Ralf Lübke Mark Henrich Bodo Kuhn | Atlétika      | Férfi 4 × 400 m váltó          |
| Bronz | Rolf Danneberg | Atlétika      | Férfi diszkoszvetés            |
| Bronz | Claudia Zaczkiewicz | Atlétika      | Női 100 m gát                  |
| Bronz | Norbert Keßlau Volker Grabow Jörg Puttlitz Guido Grabow | Evezés        | Férfi kormányos nélküli négyes |
| Bronz | Christian Henn | Kerékpározás  | Férfi egyéni mezőnyverseny     |
| Bronz | Robert Lechner | Kerékpározás  | Férfi egyéni időfutam          |
| Bronz | Nemzeti válogatott Michael Schulz Armin Görtz Wolfgang Funkel Thomas Hörster Olaf Janßen Rudolf Bommer Holger Fach Jürgen Klinsmann Wolfram Wuttke Frank Mill Uwe Kamps Roland Grahammer Thomas Häßler Christian Schreier Fritz Walter Ralf Sievers Gerhard Kleppinger Karl-Heinz Riedle | Labdarúgás    | Férfi                          |
| Bronz | Karsten Huck | Lovaglás      | Egyéni díjugratás              |
| Bronz | Reiner Gies | Ökölvívás     | Kisváltósúly                   |
| Bronz | Hans Riederer | Sportlövészet | Férfi légpuska                 |
| Bronz | Peter Immesberger | Súlyemelés    | 100 kg                         |
| Bronz | Martin Zawieja | Súlyemelés    | +110 kg                        |
| Bronz | Steffi Graf Claudia Kohde-Kilsch | Tenisz        | Női páros                      |
| Bronz | Erik Hochstein Thomas Fahrner Rainer Henkel Michael Groß Peter Sitt Stefan Pfeiffer | Úszás         | Férfi 4 × 200 m gyorsváltó     |
| Bronz | Zita-Eva Funkenhauser | Vívás         | Női tőr, egyéni                |

## Asztalitenisz
Férfi
| Versenyző                    | Versenyszám | Csoportkör | Csoportkör | Nyolcaddöntő      | Negyeddöntő       | Elődöntő          | Döntő             | Helyezés |
| Versenyző                    | Versenyszám | Ellenfél Eredmény | Hely.      | Ellenfél Eredmény | Ellenfél Eredmény | Ellenfél Eredmény | Ellenfél Eredmény | Helyezés |
| ---------------------------- | ----------- | --- | ---------- | ----------------- | ----------------- | ----------------- | ----------------- | -------- |
| Georg Böhm                   | Egyes       | B csoport · Tonny Maringgi (INA) · 3:0 · Barry Griffiths (NZL) · 3:1 · Jan-Ove Waldner (SWE) · 0:3 · Hszü Ceng-caj (Xu Zengcai) (CHN) · 0:3 · Gilany Hosnani (MRI) · 3:0 · Patrick Birocheau (FRA) · 3:0 · Csi Csin-lung (Chih Chin-Long) (TPE) · 3:1 | 3.         | kiesett           | kiesett           | kiesett           | kiesett           | 17.      |
| Jörg Roßkopf                 | Egyes       | D csoport · Gary Haberl (AUS) · 3:1 · Sujay Ghorpade (IND) · 3:0 · Andrzej Grubba (POL) · 0:3 · Zoran Primorac (YUG) · 1:3 · Francisco López (VEN) · 3:0 · Mijazaki Josihito (JPN) · 3:2 · Atanda Musa (NGR) · 3:2 | 3.         | kiesett           | kiesett           | kiesett           | kiesett           | 17.      |
| Jörg Roßkopf Steffen Fetzner | Páros       | D csoport · Hongkong (HKG) · Lou Chűn-szung (Lo Chuen Tsung) · Vong Vong Ju · 2:1 · Chile (CHI) · Jorge Gambra · Marcos Núñez · 2:0 · Dél-Korea (KOR) · An Dzsehjong (An Jae-Hyeong) · Ju Namgju (Yu Nam-Gyu) · 1:2 · Lengyelország (POL) · Andrzej Grubba · Leszek Kucharski · 0:2 · Nigéria (NGR) · Fatai Adeyemo · Yomi Bankole · 2:0 · Japán (JPN) · Szaitó Kijosi · Vatanabe Takehiro · 2:0 · Brazília (BRA) · Carlos Kawai · Cláudio Kano · 2:1                             | 3.         |                   | kiesett           | kiesett           | kiesett           | 9.       |
| Georg Böhm Jürgen Rebel      | Páros       | B csoport · Nagy-Britannia (GBR) · Desmond Douglas · Sky Andrew · 1:2 · Tajvan (TPE) · Csi Csin-lung (Chih Chin-Long) · Csi Csin-suj (Chih Chin-Shui) · 1:2 · Ausztria (AUT) · Yi Ding · Gottfried Bär · 0:2 · Új-Zéland (NZL) · Barry Griffiths · Peter Jackson · 2:0 · Dominikai Köztársaság (DOM) · Mario Álvarez · Raymundo Fermín · 2:0 · Svédország (SWE) · Jan-Ove Waldner · Mikael Appelgren · 0:2 · Dél-Korea (KOR) · Kim Githek (Kim Gi-Taek) · Kim Van (Kim Wan) · 1:2 | 6.         |                   | kiesett           | kiesett           | kiesett           | 21.      |

Női
| Versenyző               | Versenyszám | Csoportkör | Csoportkör | Nyolcaddöntő                                              | Negyeddöntő       | Elődöntő          | Döntő             | Helyezés |
| Versenyző               | Versenyszám | Ellenfél Eredmény | Hely.      | Ellenfél Eredmény                                         | Ellenfél Eredmény | Ellenfél Eredmény | Ellenfél Eredmény | Helyezés |
| ----------------------- | ----------- | --- | ---------- | --------------------------------------------------------- | ----------------- | ----------------- | ----------------- | -------- |
| Olga Nemes              | Egyes       | H csoport · Jacqueline Díaz (CHI) · 3:0 · Hong Cshaok (Hong Cha-Ok) (KOR) · 1:3 · Iyabo Akanmu (NGR) · 3:0 · Mirjam Hooman-Kloppenburg (NED) · 3:0 · Bátorfi Csilla (HUN) · 3:2 | 2.         | Li Huj-fen (Li Huifen) (CHN) · 21–15, 18–21, 15–21, 10–21 | kiesett           | kiesett           | kiesett           | 9.       |
| Katja Nolten            | Egyes       | E csoport · Jasna Fazlić-Reed (YUG) · 2:3 · Mónica Liyau (PER) · 3:2 · Kuburat Owolabi (NGR) · 3:2 · Hjon Dzsonghva (Hyeon Jeong-Hwa) (KOR) · 0:3 · Hosino Mika (JPN) · 2:3 | 4.         | kiesett                                                   | kiesett           | kiesett           | kiesett           | 25.      |
| Katja Nolten Olga Nemes | Páros       | B csoport · Japán (JPN) · Isida Kijomi · Hosino Mika · 1:2 · Egyesült Államok (USA) · Diana Gee · Insook Bhushan · 2:1 · Malajzia (MAS) · Lau Wai Cheng · Leong Mee Wan · 2:0 · Kína (CHN) · Csen Csing (Chen Jing) · Csiao Cse-min (Jiao Zhimin) · 0:2 · Csehszlovákia (TCH) · Marie Hrachová · Renata Kasalová · 0:2 · Hollandia (NED) · Bettine Vriesekoop · Mirjam Hooman-Kloppenburg · 1:2 | 5.         |                                                           | kiesett           | kiesett           | kiesett           | 9.       |

## Atlétika
Férfi
| Versenyző                                                                   | Versenyszám     | Előfutam | Előfutam | Előfutam | Negyeddöntő | Negyeddöntő | Negyeddöntő | Elődöntő | Elődöntő | Elődöntő | Döntő    | Döntő    |
| Versenyző                                                                   | Versenyszám     | Idő      | Hely.    | Össz.    | Idő         | Hely.       | Össz.       | Idő      | Hely.    | Össz.    | Idő      | Helyezés |
| --------------------------------------------------------------------------- | --------------- | -------- | -------- | -------- | ----------- | ----------- | ----------- | -------- | -------- | -------- | -------- | -------- |
| Christian Haas                                                              | 100 m           | 10,54    | 6.       | 38.*     | 10,57       | 8.          | 39.*        | kiesett  | kiesett  | kiesett  | kiesett  | kiesett  |
| Ralf Lübke                                                                  | 200 m           | 20,81    | 2.       | 10.      | 20,80       | 3.          | 16.         | 21,23    | 8.       | 16.      | kiesett  | kiesett  |
| Norbert Dobeleit                                                            | 200 m           | 20,86    | 4.       | 12.      | 20,98       | 4.          | 24.         | kiesett  | kiesett  | kiesett  | kiesett  | kiesett  |
| Peter Braun                                                                 | 800 m           | 1:47,32  | 1.       | 11.*     | 1:46,86     | 4.          | 19.         | 1:47,43  | 8.       | 16.      | kiesett  | kiesett  |
| Dieter Baumann                                                              | 5000 m          | 13:58,46 | 6.       | 29.      |             |             |             | 13:22,71 | 3.       | 3.*      | 13:15,52 |          |
| Ralf Salzmann                                                               | Maraton         |          |          |          |             |             |             |          |          |          | 2:16:54  | 23.      |
| Florian Schwarthoff                                                         | 110 m gát       | 14,13    | 4.       | 24.      | 13,67       | 5.          | 10.         | kiesett  | kiesett  | kiesett  | kiesett  | kiesett  |
| Harald Schmid                                                               | 400 m gát       | 49,77    | 1.       | 9.       |             |             |             | 48,93    | 3.       | 8.       | 48,76    | 7.       |
| Edgar Itt                                                                   | 400 m gát       | 50,10    | 2.       | 13.*     |             |             |             | 48,86    | 4.       | 6.       | 48,78    | 8.       |
| Jens Volkmann                                                               | 3000 m akadály  | 8:36,37  | 2.       | 12.      |             |             |             | 8:25,19  | 8.       | 16.      | kiesett  | kiesett  |
| Fritz Heer Christian Haas Peter Klein Dirk Schweisfurth                     | 4 × 100 m váltó | 39,01    | 2.       | 3.       |             |             |             | 38,75    | 4.       | 5.*      | 38,55    | 6.       |
| Norbert Dobeleit Edgar Itt Jörg Vaihinger Ralf Lübke Mark Henrich Bodo Kuhn | 4 × 400 m váltó | 3:03,90  | 1.       | 2.       |             |             |             | 3:00,66  | 2.       | 2.       | 3:00,56  |          |

| Versenyző         | Versenyszám   | Selejtező | Selejtező | Döntő    | Döntő    |
| Versenyző         | Versenyszám   | Eredmény  | Helyezés  | Eredmény | Helyezés |
| ----------------- | ------------- | --------- | --------- | -------- | -------- |
| Dietmar Mögenburg | Magasugrás    | 228 cm    | 1.*       | 234 cm   | 6.       |
| Carlo Thränhardt  | Magasugrás    | 225 cm    | 13.*      | 231 cm   | 7.**     |
| Rolf Danneberg    | Diszkoszvetés | 65,70 m   | 1.        | 67,38 m  |          |
| Alois Hannecker   | Diszkoszvetés | 61,44 m   | 11.       | 63,28 m  | 8.       |
| Wulf Brunner      | Diszkoszvetés | 57,50 m   | 22.       | kiesett  | kiesett  |
| Heinz Weis        | Kalapácsvetés | 77,24 m   | 7.        | 79,16 m  | 5.       |
| Christoph Sahner  | Kalapácsvetés | 75,84 m   | 13.       | kiesett  | kiesett  |
| Klaus Tafelmeier  | Gerelyhajítás | 80,52 m   | 5.        | 82,72 m  | 4.       |

| Versenyző      | Versenyszám | 100 m    | 100 m    | Távolugrás | Távolugrás | Súlylökés  | Súlylökés  | Magasugrás | Magasugrás | 400 m      | 400 m      | 110 m gát  | 110 m gát  | Diszkoszvetés | Diszkoszvetés | Rúdugrás   | Rúdugrás   | Gerelyhajítás | Gerelyhajítás | 1500 m     | 1500 m     | Végeredmény   | Végeredmény   |
| Versenyző      | Versenyszám | Idő      | Pont     | Eredmény   | Pont       | Eredmény   | Pont       | Eredmény   | Pont       | Idő        | Pont       | Idő        | Pont       | Eredmény      | Pont          | Eredmény   | Pont       | Eredmény      | Pont          | Idő        | Pont       | Pont          | Helyezés      |
| -------------- | ----------- | -------- | -------- | ---------- | ---------- | ---------- | ---------- | ---------- | ---------- | ---------- | ---------- | ---------- | ---------- | ------------- | ------------- | ---------- | ---------- | ------------- | ------------- | ---------- | ---------- | ------------- | ------------- |
| Jürgen Hingsen | Tízpróba    | kizárták | kizárták | nem indult | nem indult | nem indult | nem indult | nem indult | nem indult | nem indult | nem indult | nem indult | nem indult | nem indult    | nem indult    | nem indult | nem indult | nem indult    | nem indult    | nem indult | nem indult | nem ért célba | nem ért célba |

Női
| Versenyző                                                                         | Versenyszám     | Előfutam | Előfutam | Előfutam | Negyeddöntő | Negyeddöntő | Negyeddöntő | Elődöntő | Elődöntő | Elődöntő | Döntő   | Döntő    |
| Versenyző                                                                         | Versenyszám     | Idő      | Hely.    | Össz.    | Idő         | Hely.       | Össz.       | Idő      | Hely.    | Össz.    | Idő     | Helyezés |
| --------------------------------------------------------------------------------- | --------------- | -------- | -------- | -------- | ----------- | ----------- | ----------- | -------- | -------- | -------- | ------- | -------- |
| Ulrike Sarvari                                                                    | 100 m           | 11,26    | 2.       | 15.      | 11,16       | 3.          | 15.         | 11,12    | 5.       | 9.**     | kiesett | kiesett  |
| Sabine Richter                                                                    | 100 m           | 11,49    | 4.       | 24.      | 11,59       | 7.          | 28.         | kiesett  | kiesett  | kiesett  | kiesett | kiesett  |
| Andrea Thomas                                                                     | 100 m           | 11,46    | 4.       | 23.      | 11,37       | 7.          | 22.*        | kiesett  | kiesett  | kiesett  | kiesett | kiesett  |
| Andrea Thomas                                                                     | 200 m           | 22,92    | 3.       | 7.       | 22,84       | 2.          | 10.         | 22,91    | 8.       | 13.      | kiesett | kiesett  |
| Silke Knoll                                                                       | 200 m           | 23,51    | 3.       | 24.      | 23,15       | 6.          | 20.         | kiesett  | kiesett  | kiesett  | kiesett | kiesett  |
| Karin Janke                                                                       | 200 m           | 23,83    | 3.       | 33.      | 23,87       | 7.          | 30.         | kiesett  | kiesett  | kiesett  | kiesett | kiesett  |
| Helga Arendt                                                                      | 400 m           | 52,69    | 2.       | 14.      | 52,08       | 3.          | 18.         | 50,36    | 4.       | 11.      | 51,17   | 7.       |
| Ute Thimm                                                                         | 400 m           | 52,79    | 2.       | 16.      | 51,18       | 4.          | 5.          | 50,28    | 6.       | 9.       | kiesett | kiesett  |
| Gaby Lesch                                                                        | 800 m           | 2:00,95  | 3.       | 3.       |             |             |             | 1:59,85  | 5.       | 9.       | kiesett | kiesett  |
| Vera Michallek                                                                    | 1500 m          | 4:10,05  | 9.       | 18.      |             |             |             | kiesett  | kiesett  | kiesett  | kiesett | kiesett  |
| Vera Michallek                                                                    | 3000 m          | 8:51,34  | 10.      | 16.      |             |             |             | kiesett  | kiesett  | kiesett  | kiesett | kiesett  |
| Kerstin Preßler                                                                   | Maraton         |          |          |          |             |             |             |          |          |          | 2:34:26 | 21.      |
| Gaby Wolf                                                                         | Maraton         |          |          |          |             |             |             |          |          |          | 2:35:11 | 27.      |
| Claudia Zaczkiewicz                                                               | 100 m gát       | 13,00    | 3.       | 6.       | 12,87       | 2.          | 6.          | 12,75    | 2.       | 4.       | 12,75   |          |
| Gudrun Abt                                                                        | 400 m gát       | 55,72    | 1.       | 8.       |             |             |             | 54,52    | 3.       | 7.       | 54,04   | 6.       |
| Sabine Richter Ulrike Sarvari Andrea Thomas Ute Thimm                             | 4 × 100 m váltó | 42,99    | 2.       | 4.       |             |             |             | 42,69    | 2.       | 4.       | 42,76   | 4.       |
| Ute Thimm Helga Arendt Andrea Thomas Gudrun Abt Gisela Kinzel Michaela Schabinger | 4 × 400 m váltó | 3:27,75  | 3.       | 6.       |             |             |             |          |          |          | 3:22,49 | 4.       |

| Versenyző             | Versenyszám   | Selejtező        | Selejtező | Döntő    | Döntő    |
| Versenyző             | Versenyszám   | Eredmény         | Helyezés  | Eredmény | Helyezés |
| --------------------- | ------------- | ---------------- | --------- | -------- | -------- |
| Heike Redetzky-Henkel | Magasugrás    | 190 cm           | 13.       | kiesett  | kiesett  |
| Claudia Losch         | Súlylökés     | 20,39 m          | 1.        | 20,27 m  | 5.       |
| Iris Plotzitzka       | Súlylökés     | 19,06, 18,79*2 m | 14.       | kiesett  | kiesett  |
| Ingrid Thyssen        | Gerelyhajítás | 63,32 m          | 8.        | 60,76 m  | 8.       |
| Beate Peters          | Gerelyhajítás | 60,20 m          | 14.       | kiesett  | kiesett  |

| Versenyző     | Versenyszám | 100 m gát | 100 m gát | Magasugrás | Magasugrás | Súlylökés | Súlylökés | 200 m      | 200 m      | Távolugrás | Távolugrás | Gerelyhajítás | Gerelyhajítás | 800 m      | 800 m      | Végeredmény   | Végeredmény   |
| Versenyző     | Versenyszám | Idő       | Pont      | Eredmény   | Pont       | Eredmény  | Pont      | Idő        | Pont       | Eredmény   | Pont       | Eredmény      | Pont          | Idő        | Pont       | Pont          | Helyezés      |
| ------------- | ----------- | --------- | --------- | ---------- | ---------- | --------- | --------- | ---------- | ---------- | ---------- | ---------- | ------------- | ------------- | ---------- | ---------- | ------------- | ------------- |
| Sabine Braun  | Hétpróba    | 13,71     | 1020      | 183 cm     | 1016       | 13,16 m   | 738       | 24,78      | 907        | 612 cm     | 887        | 44,58 m       | 755           | 2:22,82    | 786        | 6109          | 14.           |
| Sabine Everts | Hétpróba    | 13,74     | 1015      | 171 cm     | 867        | 11,54 m   | 631       | nem indult | nem indult | nem indult | nem indult | nem indult    | nem indult    | nem indult | nem indult | nem ért célba | nem ért célba |

* - egy másik versenyzővel azonos eredményt ért el

** - két másik versenyzővel azonos eredményt ért el

## Birkózás
Kötöttfogású
| Versenyző         | Versenyszám | Vigaszágas kiesés | Vigaszágas kiesés | Helyosztók                            | Helyosztók                           | Bronz- mérkőzés   | Döntő                       | Helyezés    |
| Versenyző         | Versenyszám | Vigaszágas kiesés | Vigaszágas kiesés | 7. helyért                            | 5. helyért                           | Bronz- mérkőzés   | Döntő                       | Helyezés    |
| Versenyző         | Versenyszám | Ellenfél Eredmény | Hely.             | Ellenfél Eredmény                     | Ellenfél Eredmény                    | Ellenfél Eredmény | Ellenfél Eredmény           | Helyezés    |
| ----------------- | ----------- | --- | ----------------- | ------------------------------------- | ------------------------------------ | ----------------- | --------------------------- | ----------- |
| Markus Scherer    | 48 kg       | A csoport · Majid Reza Simkhah Asil (IRI) · 10–5 · Bratan Cenov (BUL) · 3–15 · Jang Cse-csung (Yang Zhizhong) (CHN) · 13–4 · Vincenzo Maenza (ITA) · 1–15                                                                         | 3.                |                                       | Khaled El-Farej (SYR) · 6–16         |                   |                             | 6.          |
| Rifat Yildiz      | 57 kg       | B csoport · Mehdi Chaambi (TUN) · 12–0 · Ramón Meña (PAN) · 16–0 · Sike András (HUN) · passzivitás · Jang Csang-ling (Yang Changling) (CHN) · 5–8                                                                                 | 4.                | Alekszandr Sesztakov (URS) · kizárták |                                      |                   |                             | 8.          |
| Peter Behl        | 62 kg       | B csoport · Carlos Fernández (ESP) · 15–0 · Hugo Dietsche (SUI) · passzivitás · Zeki Şahin (TUR) · passzivitás · Bódi Jenő (HUN) · 1–10                                                                                           | 3.                |                                       | Ike Anderson (USA) · 5–1             |                   |                             | 5.          |
| Claudio Pasarelli | 68 kg       | A csoport · Franck Abrial (FRA) · 7–0 · Csao Csien-csiang (Zhao Jianqiang) (CHN) · 8–1 · Nandor Sabo (YUG) · 3–4 · Kim Szongmun (Kim Seong-Mun) (KOR) · passzivitás                                                               | 6.                | kiesett                               | kiesett                              | kiesett           | kiesett                     | helyezetlen |
| Roger Gößner      | 82 kg       | A csoport · Komáromi Tibor (HUN) · passzivitás · Oumar N’Gom (SEN) · kétvállas · Stig Kleven (NOR) · passzivitás · Magnus Fredriksson (SWE) · 1–3                                                                                 | 5.                | kiesett                               | kiesett                              | kiesett           | kiesett                     | helyezetlen |
| Andreas Steinbach | 90 kg       | B csoport · Doug Cox (CAN) · 16–0 · a 2. fordulóban erőnyerő · Jean-Baptiste Youmbi (CMR) · passzivitás · Mike Foy (USA) · 5–15 · Harri Koskela (FIN) · 1–2 · Vlagyimir Popov (URS) · 0–3                                         | 3.                |                                       | Franz Pitschmann (AUT) · passzivitás |                   |                             | 5.          |
| Gerhard Himmel    | 100 kg      | B csoport · Sören Claeson (SWE) · passzivitás · Ambroise Sarr (SEN) · kétvállas · Gáspár Tamás (HUN) · feladta (sérülés) · a 4. fordulóban erőnyerő · Ju Jongjol (Yu Yeong-Yeol) (KOR) · 7–0 · Ilija Georgiev (BUL) · passzivitás | 1.                |                                       |                                      |                   | Andrzej Wroński (POL) · 1–3 |             |
| Fritz Gerdsmeier  | 130 kg      | A csoport · Klauz László (HUN) · passzivitás · Tomas Johansson (SWE) · 1–2 | 7.                | kiesett                               | kiesett                              | kiesett           | kiesett                     | helyezetlen |

Szabadfogású
| Versenyző         | Versenyszám | Vigaszágas kiesés | Vigaszágas kiesés | Helyosztók                   | Helyosztók                          | Bronz- mérkőzés   | Döntő             | Helyezés    |
| Versenyző         | Versenyszám | Vigaszágas kiesés | Vigaszágas kiesés | 7. helyért                   | 5. helyért                          | Bronz- mérkőzés   | Döntő             | Helyezés    |
| Versenyző         | Versenyszám | Ellenfél Eredmény | Hely.             | Ellenfél Eredmény            | Ellenfél Eredmény                   | Ellenfél Eredmény | Ellenfél Eredmény | Helyezés    |
| ----------------- | ----------- | --- | ----------------- | ---------------------------- | ----------------------------------- | ----------------- | ----------------- | ----------- |
| Reiner Heugabel   | 48 kg       | A csoport · Tümendembereliin Sükhbaatar (MGL) · kétvállas · Liang Tö-csin (Liang Dejin) (CHN) · kétvállas · Rajesh Kumar (IND) · 12–0 · Szergej Karamcsakov (URS) · passzivitás · Volker Anger (GDR) · passzivitás · Ivan Conov (BUL) · 0–3 | 3.                |                              | İlyas Şükrüoğlu (TUR) · passzivitás |                   |                   | 5.          |
| Herbert Tutsch    | 52 kg       | B csoport · Ahmad Nasir (AFG) · 3–7 · Jihad Sharif (JOR) · kétvállas · a 3. fordulóban erőnyerő · Bíró László (HUN) · kétvállas | 5.                | kiesett                      | kiesett                             | kiesett           | kiesett           | helyezetlen |
| Jürgen Scheibe    | 57 kg       | A csoport · Szergej Beloglazov (URS) · 1–4 · David Ogden (GBR) · 14–3 · Lawrence Holmes (CAN) · 6–8 | 6.                | kiesett                      | kiesett                             | kiesett           | kiesett           | helyezetlen |
| Jörg Helmdach     | 62 kg       | B csoport · Kim Jonman (Kim Yeon-Man) (KOR) · 8–4 · Javier Rincon (COL) · 4–0 · Ludwig Küng (SUI) · 6–0 · Sztepan Szargszjan (URS) · 2–7 · az 5. fordulóban erőnyerő · Akbar Fallah (IRI) · 0–5                                             | 3.                |                              | Avirmediin Enkhee (MGL) · 5–4       |                   |                   | 5.          |
| Alexander Leipold | 68 kg       | B csoport · Satyawan (IND) · 11–1 · Andrzej Kubiak (POL) · 2–3 · Nate Carr (USA) · 3–11 · Khenmedekhiin Amaraa (MGL) · 5–3 · David McKay (CAN) · 7–11                                                                                       | 4.                | Angel Jaszenov (BUL) · 14–10 |                                     |                   |                   | 7.          |
| Reiner Trik       | 82 kg       | B csoport · Andrzej Radomski (POL) · 12–9 · Mark Schultz (USA) · 1–16 · Necmi Gençalp (TUR) · 0–8 | 9.                | kiesett                      | kiesett                             | kiesett           | kiesett           | helyezetlen |
| Bodo Lukowski     | 90 kg       | B csoport · Mohamed Reza Tupchi (IRI) · 2–3 · Jerzy Nieć (POL) · passzivitás · Rumen Alabakov (BUL) · 2–3 | 7.                | kiesett                      | kiesett                             | kiesett           | kiesett           | helyezetlen |
| Wilfried Colling  | 100 kg      | B csoport · Georgi Karadusev (BUL) · 0–2 · Vasile Puşcaşu (ROU) · 0–4 | 9.                | kiesett                      | kiesett                             | kiesett           | kiesett           | helyezetlen |
| Ralf Bremmer      | 130 kg      | B csoport · Obata Hirojuki (JPN) · 4–8 · Miroslav Luberda (TCH) · kétvállas · Davit Gobedzsisvili (URS) · passzivitás | 4.                | Adam Sandurski (POL) · 5–7   |                                     |                   |                   | 8.          |

## Cselgáncs
| Versenyző                 | Versenyszám  | Csoport | Selejtező                      | 32-es főtábla                                   | Nyolcaddöntő                             | Negyeddöntő                                  | Elődöntő                          | Vigaszág nyolcaddöntő | Vigaszág negyeddöntő                | Vigaszág elődöntő                    | Bronz- mérkőzés   | Döntő                                    | Helyezés |
| Versenyző                 | Versenyszám  | Csoport | Ellenfél Eredmény              | Ellenfél Eredmény                               | Ellenfél Eredmény                        | Ellenfél Eredmény                            | Ellenfél Eredmény                 | Ellenfél Eredmény     | Ellenfél Eredmény                   | Ellenfél Eredmény                    | Ellenfél Eredmény | Ellenfél Eredmény                        | Helyezés |
| ------------------------- | ------------ | ------- | ------------------------------ | ----------------------------------------------- | ---------------------------------------- | -------------------------------------------- | --------------------------------- | --------------------- | ----------------------------------- | ------------------------------------ | ----------------- | ---------------------------------------- | -------- |
| Helmut Dietz              | Légsúly      | A       | erőnyerő                       | Ireneusz Kiejda (POL) · 0000–0001               | Guno Berenstein (NED) · 0000–0001        | Kim Dzsejop (Kim Jae-Yeop) (KOR) · 0000–1000 |                                   |                       |                                     | Amiran Totikasvili (URS) · 0000–0021 | kiesett           |                                          | 7.       |
| Guido Schumacher          | Harmatsúly   | A       | erőnyerő                       | Ivo Kosztadinov (BUL) · 0000–1000               | kiesett                                  | kiesett                                      | kiesett                           |                       |                                     |                                      |                   |                                          | 20.      |
| Steffen Stranz            | Könnyűsúly   | A       | erőnyerő                       | Daniel Dohou Dossou (BEN) · 1000–0001           | Sven Loll (GDR) · 0000–0001              |                                              |                                   |                       | Johannes Wohlwend (LIE) · 1000–0000 | Mike Swain (USA) · 0000–0000 (bírói) | kiesett           |                                          | 5.*      |
| Frank Wieneke             | Váltósúly    | A       | Peter Reiter (AUT) · 1000–0000 | Lars Adolfsson (SWE) · 0011–0000                | Vítorino González (ESP) · 1100–0000      | Pascal Tayot (FRA) · 0001–0000               | Torsten Bréchôt (GDR) · 0001–0000 |                       |                                     |                                      |                   | Waldemar Legień (POL) · 0000–1000        |          |
| Michael Bazynski          | Középsúly    | A       | Ben Spijkers (NED) · 0000–0020 | kiesett                                         | kiesett                                  | kiesett                                      | kiesett                           |                       |                                     |                                      |                   |                                          | 33.      |
| Marc Meiling              | Félnehézsúly | A       |                                | erőnyerő                                        | Robert Berland (USA) · 0000 (bírói)–0000 | Robert Van de Walle (BEL) · 1000–0000        | Jacek Beutler (POL) · 0003–0000   |                       |                                     |                                      |                   | Aurélio Miguel (BRA) · 0000–0000 (bírói) |          |
| Alexander von der Groeben | Nehézsúly    | A       |                                | Cso Jongcshol (Jo Yong-Cheol) (KOR) · 0000–1010 | kiesett                                  | kiesett                                      | kiesett                           |                       |                                     |                                      |                   |                                          | 19.      |

* - Az A csoportban szereplő, eredetileg bronzérmes brit Kerrith Brownt utólag kizárták, ezért Stranz a 7. helyett az 5. helyen végzett.

## Evezés
Férfi
| Versenyző | Versenyszám              | Előfutam | Előfutam | Vigaszág | Vigaszág | Elődöntő | Elődöntő | Döntő | Döntő   | Döntő | Helyezés |
| Versenyző | Versenyszám              | Idő      | Hely.    | Idő      | Hely.    | Idő      | Hely.    | Típus | Idő     | Hely. | Helyezés |
| --- | ------------------------ | -------- | -------- | -------- | -------- | -------- | -------- | ----- | ------- | ----- | -------- |
| Peter-Michael Kolbe | Egypárevezős             | 7:12,35  | 3.       | 7:12,27  | 1.       | 7:01,76  | 1.       | A     | 6:54,77 | 2.    |          |
| Christian Händle Ralf Thienel | Kétpárevezős             | 6:21,95  | 2.       | 6:37,84  | 1.       | 6:23,55  | 2.       | A     | 6:24,97 | 4.    | 4.       |
| Frank Dietrich Michael Twittmann | Kormányos nélküli kettes | 6:45,73  | 2.       | 6:52,03  | 1.       | 6:54,24  | 4.       | B     | 7:19,48 | 1.    | 7.       |
| Christoph Galandi Oliver Grüner Georg Agrikola Andreas Reinke                                                                                  | Négypárevezős            | 5:52,45  | 3.       | erőnyerő | erőnyerő | 5:50,96  | 3.       | A     | 5:59,59 | 6.    | 6.       |
| Norbert Keßlau Volker Grabow Jörg Puttlitz Guido Grabow                                                                                        | Kormányos nélküli négyes | 6:13,16  | 3.       | erőnyerő | erőnyerő | 6:04,17  | 1.       | A     | 6:06,22 | 3.    |          |
| Roland Baar Wolfgang Klapheck Christoph Korte Andreas Lütkefels Martin Ruppel                                                                  | Kormányos négyes         | 6:02,98  | 2.       | erőnyerő | erőnyerő | 6:15,87  | 4.       | B     | 6:42,65 | 1.    | 7.       |
| Thomas Möllenkamp Matthias Mellinghaus Eckhardt Schultz Ansgar Wessling Armin Eichholz Thomas Domian Wolfgang Maennig Bahne Rabe Manfred Klein | Nyolcas                  | 5:32,36  | 1.       | erőnyerő | erőnyerő |          |          | A     | 5:46,05 | 1.    |          |

Női
| Versenyző | Versenyszám              | Előfutam | Előfutam | Vigaszág | Vigaszág | Elődöntő | Elődöntő | Döntő   | Döntő   | Döntő   | Helyezés |
| Versenyző | Versenyszám              | Idő      | Hely.    | Idő      | Hely.    | Idő      | Hely.    | Típus   | Idő     | Hely.   | Helyezés |
| --- | ------------------------ | -------- | -------- | -------- | -------- | -------- | -------- | ------- | ------- | ------- | -------- |
| Bettina Kämpf Cordula Keller | Kormányos nélküli kettes | 8:19,76  | 5.       | 8:20,13  | 4.       |          |          | B       | 8:22,08 | 3.      | 9.       |
| Inge Althoff-Schwerzmann Meike Holländer Elke Markwort Gabriele Mehl Kerstin Peters Cerstin Petersmann Katrin Petersmann Kerstin Rehders Anja Schäfer | Nyolcas                  | 6:38,31  | 3.       | 6:12,70  | 5.       |          |          | kiesett | kiesett | kiesett | 7.       |

## Gyeplabda

### Férfi
| Nyugatnémet férfi gyeplabdacsapat-játékoskeret                                                                                                 | Nyugatnémet férfi gyeplabdacsapat-játékoskeret                                                                                              |
| --- | --- |
| - Christian Schliemann - Tobias Frank - Uli Hänel - Carsten Fischer - Andreas Mollandin - Ekkhard Schmidt-Opper - Dirk Brinkmann - Heiner Dopp | - Stefan Blöcher - Andreas Keller - Thomas Reck - Thomas Brinkmann - Hanns-Henning Fastrich - Michael Hilgers - Volker Fried - Michael Metz |

#### Eredmények
Csoportkör
B csoport
| Csapat               | M | Gy | D | V | G+ | G– | Gk  | P |
| -------------------- | - | -- | - | - | -- | -- | --- | - |
| NSZK (FRG)           | 5 | 4  | 1 | 0 | 13 | 3  | +10 | 9 |
| Nagy-Britannia (GBR) | 5 | 3  | 1 | 1 | 12 | 5  | +7  | 7 |
| India (IND)          | 5 | 2  | 1 | 2 | 9  | 7  | +2  | 5 |
| Szovjetunió (URS)    | 5 | 2  | 1 | 2 | 5  | 10 | –5  | 5 |
| Dél-Korea (KOR)      | 5 | 0  | 2 | 3 | 5  | 10 | –5  | 2 |
| Kanada (CAN)         | 5 | 0  | 2 | 3 | 3  | 12 | –9  | 2 |

| 1988. szeptember 18. | NSZK (FRG) | 3–1 | Kanada (CAN) |  |
| 1988. szeptember 18. | (2–1)      |     |              |  |

| 1988. szeptember 20. | NSZK (FRG) | 1–1 | India (IND) |  |
| 1988. szeptember 20. | (1–1)      |     |             |  |

| 1988. szeptember 22. | Nagy-Britannia (GBR) | 1–2 | NSZK (FRG) |  |
| 1988. szeptember 22. | (0–1)                |     |            |  |

| 1988. szeptember 24. | NSZK (FRG) | 1–0 | Dél-Korea (KOR) |  |
| 1988. szeptember 24. | (0–0)      |     |                 |  |

| 1988. szeptember 26. | NSZK (FRG) | 6–0 | Szovjetunió (URS) |  |
| 1988. szeptember 26. | (2–0)      |     |                   |  |

Elődöntő
| 1988. szeptember 28. | NSZK (FRG) | 2–1 | Hollandia (NED) |  |
| 1988. szeptember 28. | (0–1)      |     |                 |  |

Döntő
| 1988. október 1. | NSZK (FRG) | 1–3 | Nagy-Britannia (GBR) |  |
| 1988. október 1. | (0–1)      |     |                      |  |

| Csapat     | Helyezés |
| ---------- | -------- |
| NSZK (FRG) |          |

### Női
| Nyugatnémet női gyeplabdacsapat-játékoskeret                                                                                               | Nyugatnémet női gyeplabdacsapat-játékoskeret                                                                                                |
| --- | --- |
| - Susi Schmid - Carola Hoffmann - Heike Gehrmann - Dagmar Breiken-Bremer - Gaby Uhlenbruck - Viola Grahl - Bettina Blumenberg - Gaby Appel | - Martina Koch-Hallmen - Christine Ferneck - Silke Wehrmeister - Caren Jungjohann - Eva Hegener - Susanne Wollschläger - Gaby Schley-Schöwe |

#### Eredmények
Csoportkör
B csoport
| Csapat           | M | Gy | D | V | G+ | G– | Gk | P |
| ---------------- | - | -- | - | - | -- | -- | -- | - |
| Dél-Korea (KOR)  | 3 | 2  | 1 | 0 | 12 | 7  | +5 | 5 |
| Ausztrália (AUS) | 3 | 1  | 2 | 0 | 7  | 6  | +1 | 4 |
| NSZK (FRG)       | 3 | 1  | 0 | 2 | 3  | 6  | –3 | 2 |
| Kanada (CAN)     | 3 | 0  | 1 | 2 | 3  | 6  | –3 | 1 |

| 1988. szeptember 21. | Dél-Korea (KOR) | 4–1 | NSZK (FRG) |  |
| 1988. szeptember 21. | (2–1)           |     |            |  |

| 1988. szeptember 23. | Ausztrália (AUS) | 1–0 | NSZK (FRG) |  |
| 1988. szeptember 23. | (0–0)            |     |            |  |

| 1988. szeptember 25. | Kanada (CAN) | 1–2 | NSZK (FRG) |  |
| 1988. szeptember 25. | (0–1)        |     |            |  |

Az 5–8. helyért
| 1988. szeptember 27. | NSZK (FRG) | 2–1 | Egyesült Államok (USA) |  |
| 1988. szeptember 27. | (0–1)      |     |                        |  |

Az 5. helyért
| 1988. szeptember 29. | NSZK (FRG) | 4–2 | Kanada (CAN) |  |
| 1988. szeptember 29. | (1–1)      |     |              |  |

| Csapat     | Helyezés |
| ---------- | -------- |
| NSZK (FRG) | 5.       |

## Íjászat
Férfi
| Versenyző                                         | Versenyszám | Selejtező | Selejtező | Nyolcaddöntő | Nyolcaddöntő | Negyeddöntő | Negyeddöntő | Elődöntő | Elődöntő | Döntő   | Döntő    |
| Versenyző                                         | Versenyszám | Pont      | Hely.     | Pont         | Hely.        | Pont        | Hely.       | Pont     | Hely.    | Pont    | Helyezés |
| ------------------------------------------------- | ----------- | --------- | --------- | ------------ | ------------ | ----------- | ----------- | -------- | -------- | ------- | -------- |
| Detlef Kahlert                                    | Egyéni      | 1254      | 20.       | 307          | 17.          | 321         | 8.          | 311      | 12.      | kiesett | kiesett  |
| Manfred Barth                                     | Egyéni      | 1206      | 54.       | kiesett      | kiesett      | kiesett     | kiesett     | kiesett  | kiesett  | kiesett | kiesett  |
| Bernhard Schulkowski                              | Egyéni      | 1199      | 59.       | kiesett      | kiesett      | kiesett     | kiesett     | kiesett  | kiesett  | kiesett | kiesett  |
| Manfred Barth Detlef Kahlert Bernhard Schulkowski | Csapat      | 3659      | 18.       |              |              |             |             | kiesett  | kiesett  | kiesett | kiesett  |

Női
| Versenyző                            | Versenyszám | Selejtező | Selejtező | Nyolcaddöntő | Nyolcaddöntő | Negyeddöntő | Negyeddöntő | Elődöntő | Elődöntő | Döntő   | Döntő    |
| Versenyző                            | Versenyszám | Pont      | Hely.     | Pont         | Hely.        | Pont        | Hely.       | Pont     | Hely.    | Pont    | Helyezés |
| ------------------------------------ | ----------- | --------- | --------- | ------------ | ------------ | ----------- | ----------- | -------- | -------- | ------- | -------- |
| Claudia Kriz                         | Egyéni      | 1250      | 17.       | 311          | 11.          | 322         | 8.          | 326      | 8.       | 318     | 6.       |
| Christa Öckl                         | Egyéni      | 1230      | 25.       | kiesett      | kiesett      | kiesett     | kiesett     | kiesett  | kiesett  | kiesett | kiesett  |
| Doris Haas                           | Egyéni      | 1222      | 32.       | kiesett      | kiesett      | kiesett     | kiesett     | kiesett  | kiesett  | kiesett | kiesett  |
| Doris Haas Claudia Kriz Christa Öckl | Csapat      | 3702      | 6.        |              |              |             |             | 953      | 6.       | 931     | 6.       |

## Kajak-kenu
Férfi
| Versenyző                                                   | Versenyszám         | Előfutam | Előfutam | Előfutam | Vigaszág | Vigaszág | Vigaszág | Elődöntő | Elődöntő | Elődöntő | Döntő   | Döntő    |
| Versenyző                                                   | Versenyszám         | Idő      | Hely.    | Össz.    | Idő      | Hely.    | Össz.    | Idő      | Hely.    | Össz.    | Idő     | Helyezés |
| ----------------------------------------------------------- | ------------------- | -------- | -------- | -------- | -------- | -------- | -------- | -------- | -------- | -------- | ------- | -------- |
| Dirk Joestel                                                | Kajak egyes 500 m   | 1:45,64  | 1.       | 8.       | erőnyerő | erőnyerő | erőnyerő | 1:43,97  | 3.       | 7.       | 1:47,91 | 8.       |
| Dirk Ulaszewski                                             | Kajak egyes 1000 m  | 3:45,10  | 5.       | 10.      | 3:46,46  | 2.       | 2.       | 3:44,17  | 4.       | 11.      | kiesett | kiesett  |
| Reiner Scholl Thomas Pfrang                                 | Kajak kettes 500 m  | 1:33,29  | 2.       | 4.       | erőnyerő | erőnyerő | erőnyerő | 1:32,73  | 1.       | 1.       | 1:34,40 | 4.       |
| Niels Ellwanger Carsten Lömker                              | Kajak kettes 1000 m | 3:37,82  | 6.       | 18.      | 3:31,95  | 3.       | 4.       | 3:28,91  | 3.       | 10.      | 3:34,63 | 4.       |
| Gilbert Schneider Reiner Scholl Dirk Joestel Thomas Reineck | Kajak négyes 1000 m | 3:01,07  | 2.       | 2.       | erőnyerő | erőnyerő | erőnyerő | 3:09,67  | 3.       | 5.       | 3:05,43 | 6.       |
| Hartmut Faust Wolfram Faust                                 | Kenu kettes 500 m   | 1:46,52  | 2.       | 10.      | erőnyerő | erőnyerő | erőnyerő | 1:47,70  | 4.       | 7.       | kiesett | kiesett  |
| Hartmut Faust Wolfram Faust                                 | Kenu kettes 1000 m  | 3:52,43  | 4.       | 8.       | erőnyerő | erőnyerő | erőnyerő | 3:52,03  | 2.       | 5.       | 3:55,62 | 5.       |

Női
| Versenyző                                                           | Versenyszám        | Előfutam | Előfutam | Előfutam | Vigaszág | Vigaszág | Vigaszág | Elődöntő | Elődöntő | Elődöntő | Döntő   | Döntő    |
| Versenyző                                                           | Versenyszám        | Idő      | Hely.    | Össz.    | Idő      | Hely.    | Össz.    | Idő      | Hely.    | Össz.    | Idő     | Helyezés |
| ------------------------------------------------------------------- | ------------------ | -------- | -------- | -------- | -------- | -------- | -------- | -------- | -------- | -------- | ------- | -------- |
| Josefa Idem-Guerrini                                                | Kajak egyes 500 m  | 2:00,42  | 3.       | 10.      | erőnyerő | erőnyerő | erőnyerő | 1:59,04  | 3.       | 6.       | 2:01,80 | 9.       |
| Claudia Österheld Andrea Martin                                     | Kajak kettes 500 m | 1:55,25  | 6.       | 10.      | 1:56,02  | 3.       | 5.       | 1:55,37  | 4.       | 11.      | kiesett | kiesett  |
| Andrea Martin Claudia Österheld Josefa Idem-Guerrini Ruth Domgörgen | Kajak négyes 500 m | 1:43,43  | 5.       | 9.       | 1:42,09  | 1.       | 1.       |          |          |          | 1:45,62 | 5.       |

## Kerékpározás

### Országúti kerékpározás
Férfi
| Versenyző                                              | Versenyszám     | Idő                  | Helyezés |
| ------------------------------------------------------ | --------------- | -------------------- | -------- |
| Bernd Gröne                                            | Mezőnyverseny   | 4:32:25 (+0:03)      |          |
| Christian Henn                                         | Mezőnyverseny   | 4:32:46 (+0:24)      |          |
| Remig Stumpf                                           | Mezőnyverseny   | 4:32:56 (+0:34)      | 14.      |
| Ernst Christl Bernd Gröne Rajmund Lehnert Remig Stumpf | Csapat időfutam | 2:00:06,3 (+02:18,6) | 6.       |

Női
| Versenyző      | Versenyszám   | Idő             | Helyezés |
| -------------- | ------------- | --------------- | -------- |
| Jutta Niehaus  | Mezőnyverseny | 2:00:52 (+0:00) |          |
| Ines Varenkamp | Mezőnyverseny | 2:00:52 (+0:00) | 12.      |
| Viola Paulitz  | Mezőnyverseny | 2:00:52 (+0:00) | 13.      |

### Pálya-kerékpározás
Sprintversenyek
| Versenyző   | Versenyszám  | Selejtező | Selejtező | 1. forduló                                       | 1. forduló | Vigaszág                                                                    | Vigaszág | 2. forduló                                        | 2. forduló | Vigaszág                   | Vigaszág | Negyeddöntő                       | 5–8. helyért                                                                 | 5–8. helyért | Elődöntő             | Döntő                | Helyezés |
| Versenyző   | Versenyszám  | Idő       | Hely.     | Ellenfelek Győztes idő                           | Hely.      | Ellenfelek Győztes idő                                                      | Hely.    | Ellenfelek Győztes idő                            | Hely.      | Ellenfél Győztes idő       | Hely.    | Ellenfél Győztes idő              | Ellenfelek Győztes idő                                                       | Hely.        | Ellenfél Győztes idő | Ellenfél Győztes idő | Helyezés |
| ----------- | ------------ | --------- | --------- | ------------------------------------------------ | ---------- | --------------------------------------------------------------------------- | -------- | ------------------------------------------------- | ---------- | -------------------------- | -------- | --------------------------------- | ---------------------------------------------------------------------------- | ------------ | -------------------- | -------------------- | -------- |
| Frank Weber | Férfi egyéni | 10,919    | 7.        | Erik Schoefs (BEL) · Michele Smith (CAY) · 11,34 | 2.         | Nelson Mario Pons (ECU) · Bailón Becerra (BOL) · Colin Abrams (GUY) · 11,55 | 1.       | Nyikolaj Kovs (URS) · Fabrice Colas (FRA) · 11,10 | 3.         | Curt Harnett (CAN) · 11,39 | 1.       | Lutz Heßlich (GDR) · 10,60; 11,50 | Vratislav Šustr (TCH) · Erik Schoefs (BEL) · Maxwell Cheeseman (TRI) · 11,34 | 3.           |                      |                      | 7.       |

Üldözőversenyek
| Versenyző                                         | Versenyszám  | Selejtező | Selejtező | Nyolcaddöntő                  | Nyolcaddöntő | Negyeddöntő  | Negyeddöntő | Elődöntő     | Elődöntő  | Döntő        | Döntő     | Helyezés |
| Versenyző                                         | Versenyszám  | Idő       | Hely.     | Ellenfél Idő                  | Saját idő    | Ellenfél Idő | Saját idő   | Ellenfél Idő | Saját idő | Ellenfél Idő | Saját idő | Helyezés |
| ------------------------------------------------- | ------------ | --------- | --------- | ----------------------------- | ------------ | ------------ | ----------- | ------------ | --------- | ------------ | --------- | -------- |
| Thomas Dürst                                      | Férfi egyéni | 4:45,59   | 10.       | Ivan Beltrami (ITA) · 4:44,33 | 4:45,20      | kiesett      | kiesett     | kiesett      | kiesett   | kiesett      | kiesett   | kiesett  |
| Thomas Dürst Matthias Lange Uwe Nepp Michael Rich | Férfi csapat | 4:23,10   | 10.       |                               |              | kiesett      | kiesett     | kiesett      | kiesett   | kiesett      | 10.       |          |

Időfutam
| Név            | Versenyszám  | Idő      | Helyezés |
| -------------- | ------------ | -------- | -------- |
| Robert Lechner | Férfi egyéni | 1:05,114 |          |

Pontverseny
| Név               | Versenyszám | Selejtező | Selejtező  | Selejtező | Döntő | Döntő      | Döntő    |
| Név               | Versenyszám | Pont      | Körhátrány | Hely.     | Pont  | Körhátrány | Helyezés |
| ----------------- | ----------- | --------- | ---------- | --------- | ----- | ---------- | -------- |
| Uwe Messerschmidt | Férfi       | 22        | -1         | 7.        | 28    | -2         | 6.       |

## Labdarúgás
| Nyugatnémet férfi labdarúgócsapat-játékoskeret | Nyugatnémet férfi labdarúgócsapat-játékoskeret |
| --- | --- |
| - Michael Schulz - Armin Görtz - Wolfgang Funkel - Thomas Hörster - Olaf Janßen - Rudolf Bommer - Holger Fach - Jürgen Klinsmann - Wolfram Wuttke | - Frank Mill - Uwe Kamps - Roland Grahammer - Thomas Häßler - Christian Schreier - Fritz Walter - Ralf Sievers - Gerhard Kleppinger - Karl-Heinz Riedle |

### Eredmények
Csoportkör
A csoport
| Csapat           | M | Gy | D | V | Rg | Kg | Gk | P |
| ---------------- | - | -- | - | - | -- | -- | -- | - |
| Svédország (SWE) | 3 | 2  | 1 | 0 | 6  | 3  | +3 | 5 |
| NSZK (FRG)       | 3 | 2  | 0 | 1 | 8  | 3  | +5 | 4 |
| Tunézia (TUN)    | 3 | 0  | 2 | 1 | 3  | 6  | –3 | 2 |
| Kína (CHN)       | 3 | 0  | 1 | 2 | 0  | 5  | –5 | 1 |

| 1988. szeptember 17. 17:00 (UTC+9) |

| Kína (CHN) | 0–3               | NSZK (FRG)              |
| ---------- | ----------------- | ----------------------- |
|            | (0–1) Jegyzőkönyv | Wuttke 31' Mill 60' 89' |

| Goodeok Stadium, Puszan Nézőszám: 24 000 Játékvezető: Juan Cardellino de San Vicente (uruguayi) |

| 1988. szeptember 19. 17:00 (UTC+9) |

| Tunézia (TUN)          | 1–4               | NSZK (FRG)                                           |
| ---------------------- | ----------------- | ---------------------------------------------------- |
| Maaloul 26' (11-esből) | (1–1) Jegyzőkönyv | Grahammer 4' Fach 50' Mill 55' Wuttke 75' (11-esből) |

| Goodeok Stadium, Puszan Nézőszám: 14 000 Játékvezető: Kenneth Hope (angol) |

| 1988. szeptember 21. 19:00 (UTC+9) |

| Svédország (SWE)      | 2–1               | NSZK (FRG) |
| --------------------- | ----------------- | ---------- |
| Engqvist 64' Lonn 85' | (0–0) Jegyzőkönyv | Walter 60' |

| Daegu Civic Stadium, Tegu Nézőszám: 17 000 Játékvezető: Kurt Röthlisberger (svájci) |

Negyeddöntő
| 1988. szeptember 25. 17:00 (UTC+9) |

| Zambia (ZAM) | 0–4               | NSZK (FRG)                                  |
| ------------ | ----------------- | ------------------------------------------- |
|              | (0–3) Jegyzőkönyv | Funkel 18' (11-esből) Klinsmann 34' 43' 89' |

| Gwangju Stadium, Gwangju Nézőszám: 8000 Játékvezető: Jesús Díaz (kolumbiai) |

Elődöntő
| 1988. szeptember 27. 20:00 (UTC+9) |

| Brazília (BRA) | 1–1 (h. u.)                 | NSZK (FRG) |
| -------------- | --------------------------- | ---------- |
| Romário 50'    | (0–0, 1–1, 1–1) Jegyzőkönyv | Fach 79'   |
| Büntetőpárbaj  |                             |            |
|                | 3–2                         |            |

| Olimpiai Stadion, Szöul Nézőszám: 65 000 Játékvezető: Keith Hackett (angol) |

Bronzmérkőzés
| 1988. szeptember 30. 19:00 (UTC+9) |

| Olaszország (ITA) | 0–3               | NSZK (FRG)                               |
| ----------------- | ----------------- | ---------------------------------------- |
|                   | (0–2) Jegyzőkönyv | Klinsmann 5' Kleppinger 18' Schreier 68' |

| Olimpiai Stadion, Szöul Nézőszám: 61 000 Játékvezető: Juan Loustau (argentin) |

| Csapat     | Helyezés |
| ---------- | -------- |
| NSZK (FRG) |          |

## Lovaglás
Díjlovaglás
| Versenyző                                                                    | Ló           | Versenyszám | Selejtező | Selejtező | Döntő   | Döntő    |
| Versenyző                                                                    | Ló           | Versenyszám | Pont      | Hely.     | Pont    | Helyezés |
| ---------------------------------------------------------------------------- | ------------ | ----------- | --------- | --------- | ------- | -------- |
| Nicole Uphoff-Becker                                                         | Rembrandt    | Egyéni      | 1458      | 1.        | 1521    |          |
| Monica Theodorescu                                                           | Ganimedes    | Egyéni      | 1433      | 3.        | 1385    | 6.       |
| Ann-Kathrin Linsenhoff                                                       | Courage      | Egyéni      | 1411      | 6.        | 1374    | 8.       |
| Reiner Klimke                                                                | Ahlerich     | Egyéni      | 1402      | 7.        | kiesett | kiesett  |
| Nicole Uphoff-Becker Monica Theodorescu Ann-Kathrin Linsenhoff Reiner Klimke | lásd fentebb | Csapat      |           |           | 4302    |          |

Díjugratás
| Versenyző                                                            | Ló           | Versenyszám | Selejtező | Selejtező | Selejtező | Selejtező | Döntő        | Döntő        | Döntő   | Döntő   | Döntő    |
| Versenyző                                                            | Ló           | Versenyszám | 1. kör    | 2. kör    | Össz.     | Össz.     | 1. kör       | 1. kör       | 2. kör  | Össz.   | Össz.    |
| Versenyző                                                            | Ló           | Versenyszám | Pont      | Pont      | Pont      | Hely.     | Pont         | Hely.        | Pont    | Pont    | Helyezés |
| -------------------------------------------------------------------- | ------------ | ----------- | --------- | --------- | --------- | --------- | ------------ | ------------ | ------- | ------- | -------- |
| Karsten Huck                                                         | Nepomuk      | Egyéni      | 48,00     | 70,00     | 118,00    | 12.       | 0,00         | 1.           | 4,00    | 4,00    |          |
| Franke Sloothaak                                                     | Walzerkönig  | Egyéni      | 48,00     | 56,00     | 104,00    | 20.       | 4,00         | 4.           | 8,00    | 12,00   | 7.       |
| Dirk Hafemeister                                                     | Orchidee     | Egyéni      | 69,50     | 70,00     | 139,50    | 2.        | 4,00         | 4.           | 14,00   | 18,00   | 19.      |
| Wolfgang Brinkmann                                                   | Pedro        | Egyéni      | 39,00     | 67,50     | 106,50    | 19.       | visszalépett | visszalépett | kiesett | kiesett | kiesett  |
| Ludger Beerbaum Wolfgang Brinkmann Dirk Hafemeister Franke Sloothaak | lásd fentebb | Csapat      |           |           |           |           | 4,25         | 1.           | 13,00   | 17,25   |          |

Lovastusa
| Versenyző                                                     | Ló           | Versenyszám | Díjlovaglás | Díjlovaglás | Tereplovaglás | Tereplovaglás | Díjugratás | Díjugratás | Végeredmény | Végeredmény |
| Versenyző                                                     | Ló           | Versenyszám | Bünt.       | Hely.       | Bünt.         | Hely.         | Bünt.      | Hely.      | Bünt.       | Helyezés    |
| ------------------------------------------------------------- | ------------ | ----------- | ----------- | ----------- | ------------- | ------------- | ---------- | ---------- | ----------- | ----------- |
| Claus Erhorn                                                  | Justyn Thyme | Egyéni      | 39,60       | 2.          | 16,00         | 7.            | 6,75       | 20.        | 62,35       | 4.          |
| Matthias Baumann                                              | Shamrock II  | Egyéni      | 50,60       | 7.          | 13,20         | 6.            | 5,00       | 11.        | 68,80       | 6.          |
| Thies Kaspareit                                               | Sherry 42    | Egyéni      | 46,80       | 4.          | 38,00         | 11.           | 10,00      | 22.        | 94,80       | 9.          |
| Ralf Ehrenbrink                                               | Uncle Todd   | Egyéni      | 66,20       | 24.         | 39,60         | 12.           | kiesett    | kiesett    | kiesett     | kiesett     |
| Claus Erhorn Matthias Baumann Thies Kaspareit Ralf Ehrenbrink | lásd fentebb | Csapat      | 137,00      | 1.          | 67,20         | 1.            | 21,75      | 5.         | 225,95      |             |

## Műugrás
Férfi
| Versenyző    | Versenyszám        | Selejtező | Selejtező | Döntő   | Döntő    |
| Versenyző    | Versenyszám        | Pont      | Helyezés  | Pont    | Helyezés |
| ------------ | ------------------ | --------- | --------- | ------- | -------- |
| Albin Killat | Egyéni műugrás     | 642,60    | 2.        | 661,47  | 4.       |
| Albin Killat | Egyéni toronyugrás | 517,23    | 13.       | kiesett | kiesett  |
| Willi Meyer  | Egyéni műugrás     | 511,98    | 21.       | kiesett | kiesett  |
| Willi Meyer  | Egyéni toronyugrás | 449,07    | 22.       | kiesett | kiesett  |

## Ökölvívás
| Versenyző          | Versenyszám     | Selejtező                             | 32-es főtábla                                  | Nyolcaddöntő                     | Negyeddöntő                            | Elődöntő                         | Döntő             | Helyezés |
| Versenyző          | Versenyszám     | Ellenfél Eredmény                     | Ellenfél Eredmény                              | Ellenfél Eredmény                | Ellenfél Eredmény                      | Ellenfél Eredmény                | Ellenfél Eredmény | Helyezés |
| ------------------ | --------------- | ------------------------------------- | ---------------------------------------------- | -------------------------------- | -------------------------------------- | -------------------------------- | ----------------- | -------- |
| Reiner Gies        | Kisváltósúly    | Basil Maelagi (SOL) · mérkőzés nélkül | Szabó Lóránt (HUN) · 5:0                       | Adrian Carew-Dodson (GUY) · 3:2  | Sodnomdarjaagiin Altansükh (MGL) · 4:1 | Vjacsaszlav Janovszki (URS) · KO | kiesett           |          |
| Alexander Künzler  | Váltósúly       | Kasmiro Omona (UGA) · 5:0             | Szong Gjongszop (Song Gyeong-Seop) (KOR) · 0:5 | kiesett                          | kiesett                                | kiesett                          | kiesett           | 17.      |
| Norbert Nieroba    | Nagyváltósúly   | Garth Felix (GRN) · KO                | Ray Downey (CAN) · 2:3                         | kiesett                          | kiesett                                | kiesett                          | kiesett           | 17.      |
| Sven Ottke         | Középsúly       | Aharon Jacobashvili (ISR) · 5:0       | Ha Dzsongho (Ha Jong-Ho) (KOR) · 4:1           | Ruszlan Taramov (URS) · 5:0      | Egerton Marcus (CAN) · 0:5             | kiesett                          | kiesett           | 5.       |
| Markus Bott        | Félnehézsúly    |                                       | René Suetovius (GDR) · RSC                     | Nurmagomed Sanavazov (URS) · 0:5 | kiesett                                | kiesett                          | kiesett           | 9.       |
| Andreas Schnieders | Szupernehézsúly |                                       | Tshibalabala Kadima (COD) · RSC                | Ovwigbo Uba (NGR) · 5:0          | Janusz Zarenkiewicz (POL) · 2:3        | kiesett                          | kiesett           | 5.       |

RSC – a mérkőzésvezető megállította a mérkőzést

## Öttusa
| Versenyző                                           | Versenyszám | Lovaglás | Lovaglás | Lovaglás | Vívás    | Vívás | Vívás | Úszás   | Úszás | Úszás | Lövészet | Lövészet | Lövészet | Futás         | Futás         | Futás         | Összesen    | Összesen |
| Versenyző                                           | Versenyszám | Idő      | Pont     | Hely.    | Pontszám | Pont  | Hely. | Idő     | Pont  | Hely. | Eredmény | Pont     | Hely.    | Idő           | Pont          | Hely.         | Összes pont | Helyezés |
| --------------------------------------------------- | ----------- | -------- | -------- | -------- | -------- | ----- | ----- | ------- | ----- | ----- | -------- | -------- | -------- | ------------- | ------------- | ------------- | ----------- | -------- |
| Marcus Marsollek                                    | Egyéni      | 2:03,53  | 858      | 46.      | 36–28    | 847   | 17.   | 3:36,88 | 1140  | 45.   | 196      | 1044     | 4.       | 13:50,91      | 1075          | 30.           | 4964        | 24.      |
| Michael Zimmermann                                  | Egyéni      | 1:42,46  | 950      | 32.      | 34–30    | 813   | 27.   | 3:24,23 | 1240  | 26.   | 186      | 824      | 52.      | 14:30,23      | 955           | 49.           | 4782        | 41.      |
| Dirk Knappheide                                     | Egyéni      | 1:45,12  | 1034     | 12.      | 26–38    | 677   | 50.   | 3:20,34 | 1272  | 12.   | 191      | 934      | 22.      | nem ért célba | nem ért célba | nem ért célba | 3917        | 60.      |
| Marcus Marsollek Michael Zimmermann Dirk Knappheide | Csapat      |          | 2842     | 7.       |          | 2337  | 12.   |         | 3652  | 9.    |          | 2802     | 7.       |               | 2030          | 18.           | 13663       | 15.      |

## Sportlövészet
Férfi
| Versenyző            | Versenyszám           | Selejtező | Selejtező | Döntő   | Döntő    |
| Versenyző            | Versenyszám           | Pont      | Helyezés  | Pont    | Helyezés |
| -------------------- | --------------------- | --------- | --------- | ------- | -------- |
| Alfons Messerschmitt | Légpisztoly           | 577       | 18.       | kiesett | kiesett  |
| Alfons Messerschmitt | Szabadpisztoly        | 554       | 23.       | kiesett | kiesett  |
| Arndt Kaspar         | Légpisztoly           | 579       | 12.       | kiesett | kiesett  |
| Arndt Kaspar         | Szabadpisztoly        | 562       | 7.        | 651     | 7.       |
| Dirk Köhler          | Gyorstüzelő pisztoly  | 591       | 8.        | 689     | 8.       |
| Hans Riederer        | Légpuska              | 592       | 3.        | 694,0   |          |
| Matthias Stich       | Légpuska              | 587       | 17.       | kiesett | kiesett  |
| Bernd Rücker         | Sportpuska, fekvő     | 597       | 5.        | 700,5   | 7.       |
| Kurt Hillenbrand     | Sportpuska, fekvő     | 590       | 41.       | kiesett | kiesett  |
| Kurt Hillenbrand     | Sportpuska, összetett | 1155      | 38.       | kiesett | kiesett  |
| Ulrich Lind          | Sportpuska, összetett | 1161      | 28.       | kiesett | kiesett  |
| Christian Stützinger | Futócéllövészet       | 586       | 8.        | kiesett | kiesett  |

Női
| Versenyző         | Versenyszám           | Selejtező | Selejtező | Döntő   | Döntő    |
| Versenyző         | Versenyszám           | Pont      | Helyezés  | Pont    | Helyezés |
| ----------------- | --------------------- | --------- | --------- | ------- | -------- |
| Liselotte Breker  | Légpisztoly           | 386       | 3.        | 476,0   | 7.       |
| Liselotte Breker  | Sportpisztoly         | 585       | 6.        | 685     | 4.       |
| Margit Stein      | Légpisztoly           | 376       | 19.       | kiesett | kiesett  |
| Anetta Kalinowski | Sportpisztoly         | 581       | 12.       | kiesett | kiesett  |
| Carmen Giese      | Légpuska              | 389       | 17.       | kiesett | kiesett  |
| Silvia Sperber    | Légpuska              | 393       | 7.        | 497,5   |          |
| Silvia Sperber    | Sportpuska, összetett | 590       | 1.        | 685,6   |          |
| Selma Sonnet      | Sportpuska, összetett | 580       | 11.       | kiesett | kiesett  |

Nyílt
| Versenyző          | Versenyszám | Selejtező | Selejtező | Döntő   | Döntő    |
| Versenyző          | Versenyszám | Pont      | Helyezés  | Pont    | Helyezés |
| ------------------ | ----------- | --------- | --------- | ------- | -------- |
| Herbert Seeberger  | Skeet       | 196       | 10.       | kiesett | kiesett  |
| Wolfgang Trautwein | Skeet       | 141       | 40.       | kiesett | kiesett  |
| Michaela Rink      | Skeet       | 140       | 44.       | kiesett | kiesett  |

## Súlyemelés
| Versenyző         | Versenyszám | Szakítás | Szakítás | Lökés                    | Lökés                    | Összesen | Helyezés |
| Versenyző         | Versenyszám | Eredmény | Helyezés | Eredmény                 | Helyezés                 | Összesen | Helyezés |
| ----------------- | ----------- | -------- | -------- | ------------------------ | ------------------------ | -------- | -------- |
| Roland Feldhoffer | 90 kg       | 150,0    | 10.      | 200,0                    | 4.                       | 350,0    | 7.       |
| Peter Immesberger | 100 kg      | 175,0    | 4.       | 220,0                    | 3.                       | 395,0    |          |
| Maik Nill         | 100 kg      | 167,5    | 8.       | 202,5                    | 10.                      | 370,0    | 10.      |
| Frank Seipelt     | 110 kg      | 170,0    | 11.      | 217,5                    | 7.                       | 387,5    | 8.       |
| Eduard Ohlinger   | 110 kg      | 175,0    | 8.       | érvényes kísérlet nélkül | érvényes kísérlet nélkül | kiesett  | kiesett  |
| Manfred Nerlinger | +110 kg     | 190,0    | 2.       | 240,0                    | 2.                       | 430,0    |          |
| Martin Zawieja    | +110 kg     | 182,5    | 3.       | 232,5                    | 3.                       | 415,0    |          |

## Szinkronúszás
| Versenyző                        | Versenyszám | Selejtező           | Selejtező           | Selejtező       | Selejtező  | Selejtező  | Döntő           | Döntő      | Döntő      |
| Versenyző                        | Versenyszám | Technikai gyakorlat | Technikai gyakorlat | Zenés gyakorlat | Összesítés | Összesítés | Zenés gyakorlat | Összesítés | Összesítés |
| Versenyző                        | Versenyszám | Pont                | Hely.               | Pont            | Pont       | Hely.      | Pont            | Pont       | Helyezés   |
| -------------------------------- | ----------- | ------------------- | ------------------- | --------------- | ---------- | ---------- | --------------- | ---------- | ---------- |
| Gerlind Scheller                 | Egyéni      | 85,583              | 19.                 | 88,60           | 174,183    | 8.         | 90,40           | 175,983    | 8.         |
| Doris Eisenhofer                 | Egyéni      | 80,433              | 36.*                | kiesett         | kiesett    | kiesett    | kiesett         | kiesett    | kiesett    |
| Heike Friedrich                  | Egyéni      | 82,000              | 32.                 | kiesett         | kiesett    | kiesett    | kiesett         | kiesett    | kiesett    |
| Heike Friedrich Gerlind Scheller | Páros       | 83,792              | 9.                  | 88,80           | 172,592    | 10.        | kiesett         | kiesett    | kiesett    |

* - egy másik versenyzővel azonos eredményt ért el

## Tenisz
Férfi
| Versenyző                 | Versenyszám | 64-es főtábla                             | 32-es főtábla                                                         | Nyolcaddöntő                             | Negyeddöntő                       | Elődöntő          | Döntő             | Helyezés |
| Versenyző                 | Versenyszám | Ellenfél Eredmény                         | Ellenfél Eredmény                                                     | Ellenfél Eredmény                        | Ellenfél Eredmény                 | Ellenfél Eredmény | Ellenfél Eredmény | Helyezés |
| ------------------------- | ----------- | ----------------------------------------- | --------------------------------------------------------------------- | ---------------------------------------- | --------------------------------- | ----------------- | ----------------- | -------- |
| Carl-Uwe Steeb            | Egyes       | Alekszandr Volkov (URS) · 5–7, 4–6, 3–6   | Wally Masur (AUS) · 6–3, 5–7, 6–3, 1–6, 7–5                           | Anders Järryd (SWE) · 2–6, 7–5, 6–3, 7–5 | Tim Mayotte (USA) · 6–7, 5–7, 3–6 | kiesett           | kiesett           | 5.       |
| Eric Jelen                | Egyes       | Miloslav Mečíř (TCH) · 7–5, 1–6, 2–6, 6–7 | kiesett                                                               | kiesett                                  | kiesett                           | kiesett           | kiesett           | 33.      |
| Carl-Uwe Steeb Eric Jelen | Páros       |                                           | Svédország (SWE) · Stefan Edberg · Anders Järryd · 4–6, 6–4, 4–6, 2–6 | kiesett                                  | kiesett                           | kiesett           | kiesett           | 17.      |

Női
| Versenyző                        | Versenyszám | 64-es főtábla     | 32-es főtábla                                 | Nyolcaddöntő                            | Negyeddöntő                                                               | Elődöntő                                                      | Döntő                              | Helyezés |
| Versenyző                        | Versenyszám | Ellenfél Eredmény | Ellenfél Eredmény                             | Ellenfél Eredmény                       | Ellenfél Eredmény                                                         | Ellenfél Eredmény                                             | Ellenfél Eredmény                  | Helyezés |
| -------------------------------- | ----------- | ----------------- | --------------------------------------------- | --------------------------------------- | ------------------------------------------------------------------------- | ------------------------------------------------------------- | ---------------------------------- | -------- |
| Steffi Graf                      | Egyes       | erőnyerő          | Leila Meszhi (URS) · 7–5, 6–1                 | Catherine Suire (FRA) · 6–3, 6–0        | Larisza Szavcsenko (URS) · 6–2, 4–6, 6–3                                  | Zina Garrison (USA) · 6–2, 6–0                                | Gabriela Sabatini (ARG) · 6–3, 6–3 |          |
| Sylvia Hanika                    | Egyes       | erőnyerő          | Julia Muir (ZIM) · 6–1, 6–1                   | Gabriela Sabatini (ARG) · 6–1, 4–6, 2–6 | kiesett                                                                   | kiesett                                                       | kiesett                            | 9.       |
| Claudia Kohde-Kilsch             | Egyes       | erőnyerő          | Raffaella Reggi-Concato (ITA) · 6–4, 6–7, 3–6 | kiesett                                 | kiesett                                                                   | kiesett                                                       | kiesett                            | 17.      |
| Steffi Graf Claudia Kohde-Kilsch | Páros       |                   |                                               | erőnyerő                                | Kanada (CAN) · Carling Bassett-Seguso · Jill Hetherington · 6–3, 3–6, 6–2 | Csehszlovákia (TCH) · Jana Novotná · Helena Suková · 5–7, 3–6 | kiesett                            |          |

## Torna
Férfi
| Versenyző                                                                                   | Versenyszám      | Selejtező | Selejtező | Döntő    | Döntő    |
| Versenyző                                                                                   | Versenyszám      | Pontszám  | Helyezés  | Pontszám | Helyezés |
| ------------------------------------------------------------------------------------------- | ---------------- | --------- | --------- | -------- | -------- |
| Daniel Winkler                                                                              | Talaj            | 19,05     | 64.       | kiesett  | kiesett  |
| Daniel Winkler                                                                              | Ugrás            | 19,10     | 50.       | kiesett  | kiesett  |
| Daniel Winkler                                                                              | Korlát           | 19,30     | 50.       | kiesett  | kiesett  |
| Daniel Winkler                                                                              | Nyújtó           | 19,25     | 38.       | kiesett  | kiesett  |
| Daniel Winkler                                                                              | Gyűrű            | 18,90     | 70.       | kiesett  | kiesett  |
| Daniel Winkler                                                                              | Lólengés         | 18,90     | 63.       | kiesett  | kiesett  |
| Daniel Winkler                                                                              | Egyéni összetett | 114,50    | 59.       | kiesett  | kiesett  |
| Mike Beckmann                                                                               | Talaj            | 19,25     | 48.       | kiesett  | kiesett  |
| Mike Beckmann                                                                               | Ugrás            | 19,25     | 39.       | kiesett  | kiesett  |
| Mike Beckmann                                                                               | Korlát           | 19,30     | 50.       | kiesett  | kiesett  |
| Mike Beckmann                                                                               | Nyújtó           | 18,60     | 78.       | kiesett  | kiesett  |
| Mike Beckmann                                                                               | Gyűrű            | 18,60     | 79.       | kiesett  | kiesett  |
| Mike Beckmann                                                                               | Lólengés         | 19,45     | 28.       | kiesett  | kiesett  |
| Mike Beckmann                                                                               | Egyéni összetett | 114,45    | 60.       | kiesett  | kiesett  |
| Jürgen Brümmer                                                                              | Talaj            | 19,35     | 42.       | kiesett  | kiesett  |
| Jürgen Brümmer                                                                              | Ugrás            | 19,55     | 13.       | kiesett  | kiesett  |
| Jürgen Brümmer                                                                              | Korlát           | 19,05     | 72.       | kiesett  | kiesett  |
| Jürgen Brümmer                                                                              | Nyújtó           | 17,85     | 85.       | kiesett  | kiesett  |
| Jürgen Brümmer                                                                              | Gyűrű            | 19,40     | 34.       | kiesett  | kiesett  |
| Jürgen Brümmer                                                                              | Lólengés         | 18,95     | 59.       | kiesett  | kiesett  |
| Jürgen Brümmer                                                                              | Egyéni összetett | 114,15    | 64.       | kiesett  | kiesett  |
| Ralph Kern                                                                                  | Talaj            | 19,15     | 57.       | kiesett  | kiesett  |
| Ralph Kern                                                                                  | Ugrás            | 19,30     | 33.       | kiesett  | kiesett  |
| Ralph Kern                                                                                  | Korlát           | 19,30     | 50.       | kiesett  | kiesett  |
| Ralph Kern                                                                                  | Nyújtó           | 18,75     | 70.       | kiesett  | kiesett  |
| Ralph Kern                                                                                  | Gyűrű            | 18,40     | 83.       | kiesett  | kiesett  |
| Ralph Kern                                                                                  | Lólengés         | 19,00     | 56.       | kiesett  | kiesett  |
| Ralph Kern                                                                                  | Egyéni összetett | 113,90    | 67.       | kiesett  | kiesett  |
| Bernhard Simmelbauer                                                                        | Talaj            | 18,80     | 77.       | kiesett  | kiesett  |
| Bernhard Simmelbauer                                                                        | Ugrás            | 19,15     | 46.       | kiesett  | kiesett  |
| Bernhard Simmelbauer                                                                        | Korlát           | 19,25     | 59.       | kiesett  | kiesett  |
| Bernhard Simmelbauer                                                                        | Nyújtó           | 18,65     | 75.       | kiesett  | kiesett  |
| Bernhard Simmelbauer                                                                        | Gyűrű            | 18,95     | 67.       | kiesett  | kiesett  |
| Bernhard Simmelbauer                                                                        | Lólengés         | 18,80     | 69.       | kiesett  | kiesett  |
| Bernhard Simmelbauer                                                                        | Egyéni összetett | 113,60    | 71.       | kiesett  | kiesett  |
| Andreas Aguilar                                                                             | Talaj            | 18,05     | 86.       | kiesett  | kiesett  |
| Andreas Aguilar                                                                             | Ugrás            | 18,55     | 85.       | kiesett  | kiesett  |
| Andreas Aguilar                                                                             | Korlát           | 19,45     | 35.       | kiesett  | kiesett  |
| Andreas Aguilar                                                                             | Nyújtó           | 19,00     | 58.       | kiesett  | kiesett  |
| Andreas Aguilar                                                                             | Gyűrű            | 19,70     | 9.        | kiesett  | kiesett  |
| Andreas Aguilar                                                                             | Lólengés         | 18,60     | 75.       | kiesett  | kiesett  |
| Andreas Aguilar                                                                             | Egyéni összetett | 113,35    | 73.       | kiesett  | kiesett  |
| Daniel Winkler Mike Beckmann Jürgen Brümmer Ralph Kern Bernhard Simmelbauer Andreas Aguilar | Csapat összetett |           |           | 585,25   | 4.       |

Női
| Versenyző             | Versenyszám      | Selejtező | Selejtező | Döntő    | Döntő    |
| Versenyző             | Versenyszám      | Pontszám  | Helyezés  | Pontszám | Helyezés |
| --------------------- | ---------------- | --------- | --------- | -------- | -------- |
| Michaela Ustorf       | Talaj            | 18,950    | 66.       | kiesett  | kiesett  |
| Michaela Ustorf       | Ugrás            | 18,650    | 83.       | kiesett  | kiesett  |
| Michaela Ustorf       | Felemás korlát   | 18,250    | 83.       | kiesett  | kiesett  |
| Michaela Ustorf       | Gerenda          | 19,025    | 49.       | kiesett  | kiesett  |
| Michaela Ustorf       | Egyéni összetett | 74,875    | 78.       | kiesett  | kiesett  |
| Isabella von Lospichl | Talaj            | 9,450     | 88.       | kiesett  | kiesett  |
| Isabella von Lospichl | Ugrás            | 18,225    | 85.       | kiesett  | kiesett  |
| Isabella von Lospichl | Felemás korlát   | 18,000    | 84.       | kiesett  | kiesett  |
| Isabella von Lospichl | Gerenda          | 9,375     | 88.       | kiesett  | kiesett  |
| Isabella von Lospichl | Egyéni összetett | 55,050    | 85.       | kiesett  | kiesett  |

### Ritmikus gimnasztika
| Versenyző        | Versenyszám | Selejtező | Selejtező | Döntő  | Döntő    |
| Versenyző        | Versenyszám | Pont      | Hely.     | Pont   | Helyezés |
| ---------------- | ----------- | --------- | --------- | ------ | -------- |
| Diana Schmiemann | Egyéni      | 38,80     | 10.       | 58,600 | 8.       |
| Marion Rothaar   | Egyéni      | 38,50     | 17.       | 57,850 | 19.      |

## Úszás
Férfi
| Versenyző                                                                           | Versenyszám            | Előfutam | Előfutam | Előfutam | Döntő   | Döntő    | Döntő   | Helyezés |
| Versenyző                                                                           | Versenyszám            | Idő      | Hely.    | Össz.    | Típus   | Idő      | Hely.   | Helyezés |
| ----------------------------------------------------------------------------------- | ---------------------- | -------- | -------- | -------- | ------- | -------- | ------- | -------- |
| Frank Henter                                                                        | 50 m gyors             | 22,98    | 3.       | 6.       | A       | 23,03    | 7.      | 7.       |
| Stephan Güsgen                                                                      | 50 m gyors             | 23,22    | 4.       | 11.*     | B       | 23,55    | 6.      | 14.      |
| Torsten Wiegel                                                                      | 100 m gyors            | 51,02    | 7.       | 19.      | kiesett | kiesett  | kiesett | kiesett  |
| Thomas Fahrner                                                                      | 100 m gyors            | 50,78    | 4.       | 13.      | B       | 51,12    | 6.      | 14.      |
| Thomas Fahrner                                                                      | 200 m gyors            | 1:49,02  | 3.       | 6.       | A       | 1:49,19  | 8.      | 8.       |
| Rainer Henkel                                                                       | 400 m gyors            | 3:51,50  | 3.       | 10.      | kiesett | kiesett  | kiesett | kiesett  |
| Rainer Henkel                                                                       | 1500 m gyors           | 15:14,64 | 2.       | 7.       | A       | 15:18,19 | 6.      | 6.       |
| Stefan Pfeiffer                                                                     | 1500 m gyors           | 15:07,85 | 1.       | 3.       | A       | 15:02,69 | 2.      |          |
| Stefan Pfeiffer                                                                     | 400 m gyors            | 3:49,52  | 2.       | 2.       | A       | 3:49,96  | 6.      | 6.       |
| Frank Hoffmeister                                                                   | 100 m hát              | 56,19    | 4.       | 5.       | A       | 56,19    | 7.      | 7.       |
| Frank Hoffmeister                                                                   | 200 m hát              | 2:03,34  | 4.       | 12.      | B       | 2:01,65  | 1.      | 9.       |
| Jens-Peter Berndt                                                                   | 200 m hát              | 2:01,77  | 3.       | 6.       | A       | 2:01,84  | 6.      | 6.       |
| Jens-Peter Berndt                                                                   | 100 m hát              | 57,08    | 3.       | 12.      | kiesett | kiesett  | kiesett | kiesett  |
| Jens-Peter Berndt                                                                   | 400 m vegyes           | 4:20,93  | 3.       | 6.       | A       | 4:21,71  | 6.      | 6.       |
| Jens-Peter Berndt                                                                   | 200 m vegyes           | 2:04,80  | 3.       | 10.      | B       | 2:06,76  | 7.      | 15.      |
| Peter Bermel                                                                        | 200 m vegyes           | 2:04,18  | 4.       | 7.       | A       | 2:03,81  | 5.      | 5.       |
| Peter Bermel                                                                        | 400 m vegyes           | 4:22,78  | 3.       | 7.       | A       | 4:24,02  | 8.      | 8.       |
| Alexander Mayer                                                                     | 100 m mell             | 1:03,54  | 3.       | 11.      | B       | 1:03,85  | 4.      | 12.      |
| Mark Warnecke                                                                       | 100 m mell             | 1:03,56  | 5.       | 12.      | B       | 1:03,40  | 3.      | 11.      |
| Mark Warnecke                                                                       | 200 m mell             | 2:22,55  | 3.       | 31.*     | kiesett | kiesett  | kiesett | kiesett  |
| Hartmut Wedekind                                                                    | 200 m mell             | 2:22,55  | 7.       | 31.*     | kiesett | kiesett  | kiesett | kiesett  |
| Martin Herrmann                                                                     | 100 m pillangó         | 55,20    | 6.       | 17.      | kiesett | kiesett  | kiesett | kiesett  |
| Martin Herrmann                                                                     | 200 m pillangó         | 2:02,61  | 6.       | 21.      | kiesett | kiesett  | kiesett | kiesett  |
| Michael Groß                                                                        | 200 m pillangó         | 1:58,09  | 1.       | 1.       | A       | 1:56,94  | 1.      |          |
| Michael Groß                                                                        | 100 m pillangó         | 53,78    | 2.       | 4.       | A       | 53,44    | 5.      | 5.       |
| Michael Groß                                                                        | 200 m gyors            | 1:48,55  | 1.       | 3.       | A       | 1:48,59  | 5.      | 5.       |
| Michael Groß Thomas Fahrner Björn Zikarsky Peter Sitt Torsten Wiegel                | 4 × 100 m gyorsváltó   | 3:23,19  | 1.       | 6.       | A       | 3:21,65  | 6.      | 6.       |
| Erik Hochstein Thomas Fahrner Rainer Henkel Michael Groß Peter Sitt Stefan Pfeiffer | 4 × 200 m gyorsváltó   | 7:19,38  | 1.       | 3.       | A       | 7:14,35  | 3.      |          |
| Frank Hoffmeister Alexander Mayer Michael Groß Björn Zikarsky Mark Warnecke         | 4 × 100 m vegyes váltó | 3:44,72  | 2.       | 4.       | A       | 3:42,98  | 4.      | 4.       |

Női
| Versenyző                                                                  | Versenyszám            | Előfutam | Előfutam | Előfutam | Döntő   | Döntő   | Döntő   | Helyezés |
| Versenyző                                                                  | Versenyszám            | Idő      | Hely.    | Össz.    | Típus   | Idő     | Hely.   | Helyezés |
| -------------------------------------------------------------------------- | ---------------------- | -------- | -------- | -------- | ------- | ------- | ------- | -------- |
| Marion Aizpors                                                             | 100 m hát              | 1:03,27  | 4.       | 8.       | A       | 1:04,19 | 8.      | 8.       |
| Marion Aizpors                                                             | 50 m gyors             | 26,20    | 5.       | 9.       | B       | 26,17   | 1.      | 9.       |
| Christiane Pielke                                                          | 50 m gyors             | 26,33    | 3.       | 12.      | B       | 26,22   | 2.      | 10.      |
| Christiane Pielke                                                          | 100 m gyors            | 57,47    | 8.       | 19.      | kiesett | kiesett | kiesett | kiesett  |
| Katja Ziliox                                                               | 100 m gyors            | 58,39    | 8.       | 31.      | kiesett | kiesett | kiesett | kiesett  |
| Katja Ziliox                                                               | 200 m hát              | 2:26,25  | 7.       | 28.      | kiesett | kiesett | kiesett | kiesett  |
| Svenja Schlicht                                                            | 200 m hát              | 2:16,81  | 4.       | 8.       | A       | 2:15,94 | 8.      | 8.       |
| Svenja Schlicht                                                            | 100 m hát              | 1:03,72  | 4.       | 10.      | B       | 1:03,68 | 2.      | 10.      |
| Svenja Schlicht                                                            | 200 m vegyes           | 2:20,31  | 8.       | 18.      | kiesett | kiesett | kiesett | kiesett  |
| Birgit Lohberg-Schulz                                                      | 200 m vegyes           | 2:17,46  | 3.       | 9.       | B       | 2:17,85 | 2.      | 10.      |
| Birgit Lohberg-Schulz                                                      | 400 m vegyes           | 4:52,05  | 6.       | 14.      | B       | 4:50,54 | 2.      | 10.      |
| Birgit Lohberg-Schulz                                                      | 200 m gyors            | 2:02,77  | 1.       | 16.      | B       | 2:02,32 | 7.      | 15.      |
| Stephanie Ortwig                                                           | 200 m gyors            | 2:00,66  | 3.       | 6.       | A       | 2:00,73 | 7.      | 7.       |
| Stephanie Ortwig                                                           | 400 m gyors            | 4:12,18  | 4.       | 7.       | A       | 4:13,05 | 7.      | 7.       |
| Stephanie Ortwig                                                           | 800 m gyors            | 8:41,95  | 4.       | 14.      | kiesett | kiesett | kiesett | kiesett  |
| Alexandra Russ                                                             | 800 m gyors            | 8:49,31  | 6.       | 17.      | kiesett | kiesett | kiesett | kiesett  |
| Alexandra Russ                                                             | 400 m gyors            | 4:18,67  | 8.       | 22.      | kiesett | kiesett | kiesett | kiesett  |
| Britta Dahm                                                                | 100 m mell             | 1:12,98  | 5.       | 22.      | kiesett | kiesett | kiesett | kiesett  |
| Britta Dahm                                                                | 200 m mell             | 2:35,06  | 6.       | 17.      | kiesett | kiesett | kiesett | kiesett  |
| Heike Esser                                                                | 200 m mell             | 2:41,34  | 8.       | 34.      | kiesett | kiesett | kiesett | kiesett  |
| Ina Beyermann                                                              | 100 m pillangó         | 1:02,85  | 7.       | 19.      | kiesett | kiesett | kiesett | kiesett  |
| Ina Beyermann                                                              | 200 m pillangó         | 2:13,56  | 4.       | 11.      | B       | 2:13,74 | 2.      | 10.      |
| Gabi Reha                                                                  | 200 m pillangó         | 2:13,09  | 4.       | 9.       | B       | 2:14,20 | 3.      | 11.      |
| Gabi Reha                                                                  | 100 m pillangó         | 1:02,27  | 6.       | 15.      | B       | 1:02,63 | 7.      | 15.      |
| Stephanie Ortwig Marion Aizpors Christiane Pielke Karin Seick Katja Ziliox | 4 × 100 m gyorsváltó   | 3:48,03  | 3.       | 6.       | A       | 3:46,90 | 7.      | 7.       |
| Svenja Schlicht Britta Dahm Gabi Reha Marion Aizpors                       | 4 × 100 m vegyes váltó | 4:13,19  | 3.       | 4.       | A       | 4:12,89 | 7.      | 7.       |

* - egy másik versenyzővel azonos eredményt ért el

## Vitorlázás
Férfi
| Versenyző                      | Versenyszám    | Futam | Futam | Futam | Futam  | Futam | Futam  | Futam   | Pontszám | Helyezés |
| Versenyző                      | Versenyszám    | 1     | 2     | 3     | 4      | 5     | 6      | 7       | Pontszám | Helyezés |
| ------------------------------ | -------------- | ----- | ----- | ----- | ------ | ----- | ------ | ------- | -------- | -------- |
| Dirk Meyer                     | Divízió II     | 16,0  | 15,0  | 18,0  | 13,0   | 17,0  | (32,0) | 20,0    | 99,0     | 13.      |
| Thomas Schmid                  | Finn dingi     | 3,0   | 15,0  | 19,0  | 11,7   | 11,7  | 11,7   | (40,0*) | 72,1     | 6.       |
| Joachim Hunger Wolfgang Hunger | 470-es osztály | 3,0   | 10,0  | 15,0  | (19,0) | 5,7   | 8,0    | 17,0    | 58,7     | 5.       |

Női
| Versenyző                               | Versenyszám    | Futam | Futam | Futam | Futam | Futam  | Futam | Futam | Pontszám | Helyezés |
| Versenyző                               | Versenyszám    | 1     | 2     | 3     | 4     | 5      | 6     | 7     | Pontszám | Helyezés |
| --------------------------------------- | -------------- | ----- | ----- | ----- | ----- | ------ | ----- | ----- | -------- | -------- |
| Katrin Adlkofer Susanne Meyer-Bauckholt | 470-es osztály | 17,0  | 18,0  | 5,7   | 5,7   | (28,0) | 0,0   | 10,0  | 56,4     | 5.       |

Nyílt
| Versenyző                                          | Versenyszám     | Futam | Futam  | Futam | Futam  | Futam  | Futam  | Futam  | Pontszám | Helyezés |
| Versenyző                                          | Versenyszám     | 1     | 2      | 3     | 4      | 5      | 6      | 7      | Pontszám | Helyezés |
| -------------------------------------------------- | --------------- | ----- | ------ | ----- | ------ | ------ | ------ | ------ | -------- | -------- |
| Alexander Hagen Fritz Girr                         | Csillaghajó     | 3,0   | 11,7   | 10,0  | 8,0    | (28,0) | 28,0   | 11,7   | 72,4     | 10.      |
| Jens-Peter Wrede Matthias Adamczewski Stefan Knabe | Soling          | 18,0  | (24,0) | 16,0  | 20,0   | 15,0   | 13,0   | 20,0   | 102,0    | 15.      |
| Hans-Jürgen Pfohe Roland Gäbler                    | Tornádó         | 21,0  | 14,0   | 17,0  | (30,0) | 30,0** | 30,0** | 30,0** | 142,0    | 19.      |
| Albert Batzill Peter Lang                          | Repülő hollandi | 19,0  | 3,0    | 10,0  | 14,0   | 20,0   | 13,0   | (29,0) | 79,0     | 8.       |

* - nem ért célba

** - nem indult

## Vívás
Férfi
| Versenyző                                                                    | Versenyszám       | Selejtező | Selejtező | Selejtező | Selejtező | Selejtező | Selejtező | Főtábla                                       | Főtábla                             | Főtábla                     | Vigaszág                    | Vigaszág                     | Vigaszág                   | Vigaszág                    | Negyeddöntő                       | Elődöntő                                  | Döntő                                              | Helyezés |
| Versenyző                                                                    | Versenyszám       | 1. kör | 1. kör    | 2. kör | 2. kör    | 3. kör | 3. kör    | 1. kör                                        | 2. kör                              | 3. kör                      | 1. kör                      | 2. kör                       | 3. kör                     | 4. kör                      | Negyeddöntő                       | Elődöntő                                  | Döntő                                              | Helyezés |
| Versenyző                                                                    | Versenyszám       | Ellenfél Eredmény | Hely.     | Ellenfél Eredmény | Hely.     | Ellenfél Eredmény | Hely.     | Ellenfél Eredmény                             | Ellenfél Eredmény                   | Ellenfél Eredmény           | Ellenfél Eredmény           | Ellenfél Eredmény            | Ellenfél Eredmény          | Ellenfél Eredmény           | Ellenfél Eredmény                 | Ellenfél Eredmény                         | Ellenfél Eredmény                                  | Helyezés |
| ---------------------------------------------------------------------------- | ----------------- | --- | --------- | --- | --------- | --- | --------- | --------------------------------------------- | ----------------------------------- | --------------------------- | --------------------------- | ---------------------------- | -------------------------- | --------------------------- | --------------------------------- | ----------------------------------------- | -------------------------------------------------- | -------- |
| Ulrich Schreck                                                               | Tőr, egyéni       | 4. csoport · Thomas Åkerberg (SWE) · 5–2 · Umezava Kenicsi (JPN) · 5–4 · Peter Lewison (USA) · 5–1 · Érsek Zsolt (HUN) · 5–3                                                                                                | 1.        | 3. csoport · Joachim Wendt (AUT) · 3–5 · Mauro Numa (ITA) · 3–5 · Umezava Kenicsi (JPN) · 5–1 · Liu Jün-hung (Liu Yunhong) (CHN) · 5–1 · Érsek Zsolt (HUN) · 5–3        | 2.        | 5. csoport · Ola Kajbjer (SWE) · 5–2 · Benoît Giasson (CAN) · 5–2 · Joachim Wendt (AUT) · 5–4 · İlqar Məmmədov (URS) · 2–5                                                              | 2.        | Liu Jün-hung (Liu Yunhong) (CHN) · 10–5       | İlqar Məmmədov (URS) · 10–7         | Aris Enkelmann (GDR) · 10–9 |                             |                              |                            |                             | Jens Howe (GDR) · 10–7            | Udo Wagner (GDR) · 8–10                   | Bronzmérkőzés · Aljakszandr Ramanykov (URS) · 8–10 | 4.       |
| Matthias Gey                                                                 | Tőr, egyéni       | 1. csoport · Eric Strand (SWE) · 4–5 · Douglas Fonseca (BRA) · 5–1 · Sergio Turiace (ARG) · 5–1 · Abdel Monem El-Husseini (EGY) · 5–3                                                                                       | 1.        | 4. csoport · Aris Enkelmann (GDR) · 4–5 · Robert Davidson (AUS) · 5–2 · Thierry Soumagne (BEL) · 5–4 · Patrick Groc (FRA) · 5–3 · Stefano Cerioni (ITA) · 2–5           | 2.        | 3. csoport · Abdel Monem El-Husseini (EGY) · 5–3 · Udo Wagner (GDR) · 5–3 · Szekeres Pál (HUN) · 1–5 · Stefano Cerioni (ITA) · 3–5                                                      | 4.        | Bill Gosbee (GBR) · 10–7                      | Bogusław Zych (POL) · 10–7          | Jens Howe (GDR) · 10–6      |                             |                              |                            |                             | Stefano Cerioni (ITA) · 8–10      | kiesett                                   | kiesett                                            | 8.       |
| Matthias Behr                                                                | Tőr, egyéni       | 2. csoport · Ola Kajbjer (SWE) · 4–5 · Khaled Al-Awadhi (KUW) · 5–3 · Aris Enkelmann (GDR) · 5–1 · İlqar Məmmədov (URS) · 5–0                                                                                               | 1.        | 2. csoport · Andrea Borella (ITA) · 5–3 · Andrés García (ESP) · 5–3 · Sergio Turiace (ARG) · 1–5 · Mike Marx (USA) · 3–5 · Csang Cse-cseng (Zhang Zhicheng) (CHN) · 4–5 | 5.        | 4. csoport · Patrick Groc (FRA) · 5–1 · Jens Howe (GDR) · 5–1 · Emura Kódzsi (JPN) · 4–5 · Gátai Róbert (HUN) · 3–5                                                                     | 3.        | Csang Cse-cseng (Zhang Zhicheng) (CHN) · 10–4 | Udo Wagner (GDR) · 8–10             |                             |                             | Stefano Cerioni (ITA) · 8–10 | kiesett                    | kiesett                     | kiesett                           | kiesett                                   | kiesett                                            | 19.      |
| Arnd Schmitt                                                                 | Párbajtőr, egyéni | 15. csoport · Rafael di Tella (ARG) · 3–5 · Alfredo Bogarín (PAR) · 5–0 · José Bandeira (POR) · 5–1 · Cezary Siess (POL) · 5–1 · Arwin Kardolus (NED) · 5–5                                                                 | 1.        | 4. csoport · Younes Al-Mashmoum (KUW) · 5–4 · Cezary Siess (POL) · 5–4 · André Kuhn (SUI) · 5–2 · Jean-Michel Henry (FRA) · 5–4                                         | 1.        | 6. csoport · I Szanggi (Lee Sang-gi) (KOR) · 2–5 · Axel Birnbaum (AUT) · 5–0 · Rafael di Tella (ARG) · 5–1 · Michel Poffet (SUI) · 5–2 · Székely Zoltán (HUN) · 5–2                     | 1.        | Antônio Machado (BRA) · 10–9                  | Vlagyimir Reznyicsenko (URS) · 9–10 |                             |                             | Johannes Nagele (AUT) · 10–2 | Michel Poffet (SUI) · 10–8 | Mauricio Rivas (COL) · 10–2 | Jerri Bergström (SWE) · 10–7      | Andrej Suvalov (URS) · 10–9               | Philippe Riboud (FRA) · 10–9                       |          |
| Alexander Pusch                                                              | Párbajtőr, egyéni | 6. csoport · Michel Youssef (LIB) · 5–1 · Rob Stull (USA) · 5–1 · Ludomir Chronowski (POL) · 5–1 · Jun Namdzsin (Yun Nam-Jin) (KOR) · 5–3                                                                                   | 1.        | 2. csoport · Ma Cse (Ma Zhi) (CHN) · 1–5 · Sergio Turiace (ARG) · 5–2 · Arno Strohmeyer (AUT) · 5–1 · Martin Brill (NZL) · 5–2                                          | 1.        | 4. csoport · André Kuhn (SUI) · 5–4 · Pásztor Szabolcs (HUN) · 5–4 · Johannes Nagele (AUT) · 5–0 · Stefano Pantano (ITA) · 4–5 · Andrej Suvalov (URS) · 2–5                             | 3.        | Péter Vánky (SWE) · 10–5                      | Michel Poffet (SUI) · 10–4          | Andrej Suvalov (URS) · 6–10 |                             |                              |                            | Sandro Cuomo (ITA) · 4–10   | kiesett                           | kiesett                                   | kiesett                                            | 9.       |
| Thomas Gerull                                                                | Párbajtőr, egyéni | 7. csoport · Kolczonay Ernő (HUN) · 4–5 · Manuel Pereira (ESP) · 5–2 · Joaquin Pinto (COL) · 5–4 · Jerri Bergström (SWE) · 5–3                                                                                              | 1.        | 8. csoport · Thierry Soumagne (BEL) · 5–2 · Jun Namdzsin (Yun Nam-Jin) (KOR) · 5–2 · Stéphane Ganeff (NED) · 1–5 · Angelo Mazzoni (ITA) · 2–5                           | 4.        | 5. csoport · Rob Stull (USA) · 5–4 · Ludomir Chronowski (POL) · 5–3 · Tu Csen-cseng (Du Zhencheng) (CHN) · 5–3 · Jun Namdzsin (Yun Nam-Jin) (KOR) · 4–5 · Jean-Michel Henry (FRA) · 2–5 | 3.        | I Szanggi (Lee Sang-gi) (KOR) · 9–10          |                                     |                             | Angelo Mazzoni (ITA) · 10–6 | Martin Brill (NZL) · 7–10    | kiesett                    | kiesett                     | kiesett                           | kiesett                                   | kiesett                                            | 23.      |
| Felix Becker                                                                 | Kard, egyéni      | 6. csoport · Robert Kościelniakowski (POL) · 1–5 · I Bjongnam (Lee Byeong-Nam) (KOR) · 5–1 · Wulfe Balk (CAN) · 5–0 · Szergej Mingyirgaszov (URS) · 5–4 · Gianfranco Dalla Barba (ITA) · 4–5                                | 3.        | 4. csoport · I Bjongnam (Lee Byeong-Nam) (KOR) · 5–3 · Cseng Csao-kang (Zheng Zhaokang) (CHN) · 5–0 · Pierre Guichot (FRA) · 5–4 · Andrej Alsan (URS) · 4–5             | 2.        | 1. csoport · Giovanni Scalzo (ITA) · 3–5 · Jean-Paul Banos (CAN) · 5–4 · Bujdosó Imre (HUN) · 5–3 · Pierre Guichot (FRA) · 5–3 · Andrej Alsan (URS) · 4–5                               | 3.        | Gedővári Imre (HUN) · 10–6                    | Janusz Olech (POL) · 10–7           |                             |                             |                              |                            |                             | Jean-François Lamour (FRA) · 6–10 | kiesett                                   | kiesett                                            | 7.       |
| Jürgen Nolte                                                                 | Kard, egyéni      | 5. csoport · Olivier Martini (MON) · 5–1 · I Bjongnam (Lee Byeong-Nam) (KOR) · 5–2 · Tadeusz Piguła (POL) · 5–3 · Giovanni Scalzo (ITA) · 5–3 · Jean-François Lamour (FRA) · 1–5                                            | 2.        | 1. csoport · Jean-Marie Banos (CAN) · 5–1 · Tadeusz Piguła (POL) · 5–3 · Philippe Delrieu (FRA) · 1–5 · Vaszil Etropolszki (BUL) · 1–5                                  | 3.        | 3. csoport · Szergej Mingyirgaszov (URS) · 1–5 · Cseng Csao-kang (Zheng Zhaokang) (CHN) · 5–1 · Nébald György (HUN) · 5–3 · Janusz Olech (POL) · 5–4 · Philippe Delrieu (FRA) · 3–5     | 4.        | Vaszil Etropolszki (BUL) · 10–9               | Heorhij Pohoszov (URS) · 10–7       |                             |                             |                              |                            |                             | Janusz Olech (POL) · 7–10         | kiesett                                   | kiesett                                            | 8.       |
| Stephan Thönnessen                                                           | Kard, egyéni      | 1. csoport · Nikolaj Marincseski (BUL) · 2–5 · Cseng Ming-hsziang (Yan Wing-Shean) (TPE) · 5–3 · Vang Cse-ming (Wang Zhiming) (CHN) · 5–1 · Steve Mormando (USA) · 5–3 · Marco Marin (ITA) · 2–5 · Bujdosó Imre (HUN) · 2–5 | 5.        | 2. csoport · Vang Cse-ming (Wang Zhiming) (CHN) · 5–0 · Bujdosó Imre (HUN) · 2–5 · Gianfranco Dalla Barba (ITA) · 2–5 · Janusz Olech (POL) · 1–5                        | 4.        | 2. csoport · Robert Kościelniakowski (POL) · 2–5 · Jean-François Lamour (FRA) · 4–5 · Steve Mormando (USA) · 2–5 · Vaszil Etropolszki (BUL) · 2–5 · Gianfranco Dalla Barba (ITA) · 4–5  | 6.        | kiesett                                       | kiesett                             |                             | kiesett                     | kiesett                      |                            |                             | kiesett                           | kiesett                                   | kiesett                                            | 23.      |
| Matthias Gey Thorsten Weidner Matthias Behr Ulrich Schreck Thomas Endres     | Tőr, csapat       | 3. csoport · Franciaország (FRA) · 8 (63)–8 (64) · Svédország (SWE) · 9–0 · Egyesült Államok (USA) · 9–4 · | 2.        | |           | |           |                                               |                                     |                             |                             |                              |                            |                             | Olaszország (ITA) · 9–6           | NDK (GDR) · 9–4                           | Szovjetunió (URS) · 5–9                            |          |
| Elmar Borrmann Volker Fischer Thomas Gerull Alexander Pusch Arnd Schmitt     | Párbajtőr, csapat | 1. csoport · Egyesült Államok (USA) · 9–2 · Brazília (BRA) · 9–3 | 1.        | |           | |           | erőnyerő                                      |                                     |                             |                             |                              |                            |                             | Dél-Korea (KOR) · 8–6             | Olaszország (ITA) · 8–7                   | Franciaország (FRA) · 3–8                          |          |
| Felix Becker Jörg Kempenich Jürgen Nolte Dieter Schneider Stephan Thönnessen | Kard, csapat      | 2. csoport · Olaszország (ITA) · 5–9 · Egyesült Államok (USA) · 9–3 · Dél-Korea (KOR) · 9–1 | 2.        | |           | |           |                                               |                                     |                             |                             |                              |                            |                             | Franciaország (FRA) · 5–9         | Az 5–8. helyért · Olaszország (ITA) · 3–9 | Az 5. helyért · Lengyelország (POL) · 4–9          | 6.       |

Női
| Versenyző                                                                           | Versenyszám | Selejtező | Selejtező | Selejtező | Selejtező | Selejtező | Selejtező | Főtábla                       | Főtábla                           | Vigaszág                    | Vigaszág                       | Negyeddöntő                             | Elődöntő                          | Döntő                                     | Helyezés |
| Versenyző                                                                           | Versenyszám | 1. kör | 1. kör    | 2. kör | 2. kör    | 3. kör | 3. kör    | 1. kör                        | 2. kör                            | 1. kör                      | 2. kör                         | Negyeddöntő                             | Elődöntő                          | Döntő                                     | Helyezés |
| Versenyző                                                                           | Versenyszám | Ellenfél Eredmény | Hely.     | Ellenfél Eredmény | Hely.     | Ellenfél Eredmény | Hely.     | Ellenfél Eredmény             | Ellenfél Eredmény                 | Ellenfél Eredmény           | Ellenfél Eredmény              | Ellenfél Eredmény                       | Ellenfél Eredmény                 | Ellenfél Eredmény                         | Helyezés |
| ----------------------------------------------------------------------------------- | ----------- | --- | --------- | --- | --------- | --- | --------- | ----------------------------- | --------------------------------- | --------------------------- | ------------------------------ | --------------------------------------- | --------------------------------- | ----------------------------------------- | -------- |
| Anja Fichtel-Mauritz                                                                | Tőr, egyéni | 5. csoport · Pak Unhi (Park Eun-Hui) (KOR) · 5–1 · Fiona McIntosh (GBR) · 5–1 · Agnieszka Dubrawska (POL) · 5–4 · Szun Hung-jün (Sun Hongyun) (CHN) · 5–0 | 1.        | 2. csoport · Isabelle Spennato (FRA) · 3–5 · Thalie Tremblay (CAN) · 5–0 · Annapia Gandolfi (ITA) · 5–1 · Anna Sobczak (POL) · 5–3 · Thak Cshongim (Tak Jeong-Im) (KOR) · 4–5        | 2.        | 3. csoport · Anna Sobczak (POL) · 5–3 · Reka Zsofia Lazăr-Szabo (ROU) · 5–3 · Jánosi Zsuzsa (HUN) · 5–1 · Tatyjana Szadovszkaja (URS) · 3–5 · Margherita Zalaffi (ITA) · 1–5   | 3.        | Caitlin Bilodeaux (USA) · 8–1 | Tatyjana Szadovszkaja (URS) · 8–4 |                             |                                | Szun Hung-jün (Sun Hongyun) (CHN) · 8–4 | Jánosi Zsuzsa (HUN) · 8–5         | Sabine Bau (FRG) · 8–5                    |          |
| Sabine Bau                                                                          | Tőr, egyéni | 8. csoport · Fabiana López (MEX) · 5–4 · Reka Zsofia Lazăr-Szabo (ROU) · 5–4 · Kerstin Palm (SWE) · 5–4 · Jelena Glikina (URS) · 5–2                      | 1.        | 5. csoport · Reka Zsofia Lazăr-Szabo (ROU) · 0–5 · Agnieszka Dubrawska (POL) · 5–4 · Brigitte Latrille-Gaudin (FRA) · 5–3 · Kovács Edit (HUN) · 5–1 · Margherita Zalaffi (ITA) · 5–2 | 2.        | 2. csoport · Madeleine Philion (CAN) · 3–5 · Fiona McIntosh (GBR) · 5–3 · Jelena Glikina (URS) · 5–2 · Dorina Vaccaroni (ITA) · 4–5 · Sin Szongdzsa (Sin Seong-Ja) (KOR) · 2–5 | 4.        | Stefanek Gertrúd (HUN) · 7–8  |                                   | Olga Voscsakina (URS) · 8–2 | Margherita Zalaffi (ITA) · 8–7 | Stefanek Gertrúd (HUN) · 8–6            | Zita-Eva Funkenhauser (FRG) · 8–3 | Anja Fichtel-Mauritz (FRG) · 5–8          |          |
| Zita-Eva Funkenhauser                                                               | Tőr, egyéni | 1. csoport · Silvia Koeswandi (INA) · 5–4 · Kovács Edit (HUN) · 5–0 · Oka Tomoko (JPN) · 5–1 · Brigitte Latrille-Gaudin (FRA) · 5–1                       | 1.        | 1. csoport · Oka Tomoko (JPN) · 2–5 · Mary O'Neill (USA) · 5–0 · Kerstin Palm (SWE) · 5–3 · Szun Hung-jün (Sun Hongyun) (CHN) · 5–0 · Jelena Glikina (URS) · 2–5                     | 3.        | 4. csoport · Isabelle Spennato (FRA) · 5–1 · Liz Thurley (GBR) · 5–3 · Jolanta Królikowska (POL) · 5–4 · Caitlin Bilodeaux (USA) · 1–5 · Stefanek Gertrúd (HUN) · 3–5          | 3.        | Dorina Vaccaroni (ITA) · 8–7  | Jánosi Zsuzsa (HUN) · 8–4         |                             |                                | Tatyjana Szadovszkaja (URS) · 8–5       | Sabine Bau (FRG) · 3–8            | Bronzmérkőzés · Jánosi Zsuzsa (HUN) · 8–7 |          |
| Anja Fichtel-Mauritz Zita-Eva Funkenhauser Christiane Weber Sabine Bau Annette Klug | Tőr, csapat | 1. csoport · Egyesült Államok (USA) · 9–1 · Nagy-Britannia (GBR) · 9–3                                                                                    | 1.        | |           | |           |                               |                                   |                             |                                | Franciaország (FRA) · 9–4               | Szovjetunió (URS) · 9–3           | Olaszország (ITA) · 9–4                   |          |

## Vízilabda
| Nyugatnémet férfi vízilabdacsapat-játékoskeret                                                            | Nyugatnémet férfi vízilabdacsapat-játékoskeret                                                        |
| --- | --- |
| - Peter Röhle - Dirk Jacoby - Frank Otto - Uwe Sterzik - Armando Fernández - Andreas Ehrl - Ingo Borgmann | - Rainer Osselmann - Hagen Stamm - Thomas Huber - Dirk Theismann - René Reimann - Werner Obschernikat |

### Eredmények
Csoportkör
A csoport
| Csapat              | M | Gy | D | V | G+ | G– | Gk  | P  |
| ------------------- | - | -- | - | - | -- | -- | --- | -- |
| NSZK (FRG)          | 5 | 5  | 0 | 0 | 60 | 37 | +23 | 10 |
| Szovjetunió (URS)   | 5 | 3  | 1 | 1 | 63 | 30 | +33 | 7  |
| Olaszország (ITA)   | 5 | 3  | 1 | 1 | 48 | 33 | +15 | 7  |
| Ausztrália (AUS)    | 5 | 2  | 0 | 3 | 40 | 39 | +1  | 4  |
| Franciaország (FRA) | 5 | 1  | 0 | 4 | 43 | 54 | –11 | 2  |
| Dél-Korea (KOR)     | 5 | 0  | 0 | 5 | 14 | 75 | –61 | 0  |

| 1988. szeptember 21. 16:30 | Ausztrália (AUS)     | 11–13 | NSZK (FRG) |  |
| 1988. szeptember 21. 16:30 | (4–4, 1–2, 3–3, 3–4) |       |            |  |
| 1988. szeptember 21. 16:30 |                      |       |            |  |

| 1988. szeptember 22. 15:15 | Franciaország (FRA)  | 9–10 | NSZK (FRG) |  |
| 1988. szeptember 22. 15:15 | (2–2, 3–3, 1–2, 3–3) |      |            |  |
| 1988. szeptember 22. 15:15 |                      |      |            |  |

| 1988. szeptember 23. 14:00 | Dél-Korea (KOR)      | 2–18 | NSZK (FRG) |  |
| 1988. szeptember 23. 14:00 | (0–5, 1–3, 0–6, 1–4) |      |            |  |
| 1988. szeptember 23. 14:00 |                      |      |            |  |

| 1988. szeptember 26. 09:00 | Olaszország (ITA)    | 7–10 | NSZK (FRG) |  |
| 1988. szeptember 26. 09:00 | (2–4, 3–2, 1–2, 1–2) |      |            |  |
| 1988. szeptember 26. 09:00 |                      |      |            |  |

| 1988. szeptember 27. 11:30 | Szovjetunió (URS)    | 8–9 | NSZK (FRG) |  |
| 1988. szeptember 27. 11:30 | (4–2, 0–3, 1–4, 3–0) |     |            |  |
| 1988. szeptember 27. 11:30 |                      |     |            |  |

Elődöntő
| 1988. szeptember 30. 15:15 | NSZK (FRG)           | 10–14 | Jugoszlávia (YUG) |  |
| 1988. szeptember 30. 15:15 | (2–3, 3–3, 2–3, 3–5) |       |                   |  |
| 1988. szeptember 30. 15:15 |                      |       |                   |  |

Bronzmérkőzés
| 1988. október 1. 20:15 | NSZK (FRG)           | 13–14 | Szovjetunió (URS) |  |
| 1988. október 1. 20:15 | (1–5, 6–2, 4–4, 2–3) |       |                   |  |
| 1988. október 1. 20:15 |                      |       |                   |  |

| Csapat     | Helyezés |
| ---------- | -------- |
| NSZK (FRG) | 4.       |